# Lista de jogos para PlayStation 2
Lista de jogos para PlayStation 2, da Sony.

## !- #
| Título                        | Ano  | Desenvolvedora | Distribuidora      | Gênero | Países                                  | Mídia |
| ----------------------------- | ---- | -------------- | ------------------ | ------ | --------------------------------------- | ----- |
| ¡Qué pasa Neng! El videojuego | 2006 | Mere Mortals   | Phoenix Games      |        | Estados Unidos                          |       |
| .hack//fragment               | 2005 | CyberConnect2  | Bandai             | RPG    | Japão                                   | DVD-R |
| .hack//G.U. Vol.1//Rebirth    | 2006 | CyberConnect2  | Namco Bandai       | RPG    | Estados Unidos · Japão                  | DVD-R |
| .hack//G.U. Vol.2//Reminisce  | 2007 | CyberConnect2  | Namco Bandai       | RPG    | Estados Unidos · Japão                  | DVD-R |
| .hack//G.U. Vol.3//Redemption | 2007 | CyberConnect2  | Namco Bandai       | RPG    | Estados Unidos · Japão                  | DVD-R |
| .hack//Infection              | 2002 | CyberConnect2  | Bandai             | RPG    | Estados Unidos · União Europeia · Japão | DVD   |
| .hack//Mutation               | 2002 | CyberConnect2  | Bandai             | RPG    | Estados Unidos · União Europeia · Japão | DVD   |
| .hack//Outbreak               | 2002 | CyberConnect2  | Bandai             | RPG    | Estados Unidos · União Europeia · Japão | DVD   |
| .hack//Quarantine             | 2003 | CyberConnect2  | Bandai             | RPG    | Estados Unidos · União Europeia · Japão | DVD   |
| .hack//Vol. 1 x Vol. 2        | 2006 | CyberConnect2  | Namco Bandai Games |        | Japão                                   |       |
| .hack//Vol. 3 x Vol. 4        | 2006 | CyberConnect2  | Namco Bandai Games |        | Japão                                   |       |

## 0-9
| Título                                                    | Ano     | Desenvolvedora         | Distribuidora           | Gênero         | Países                                      | Mídia |
| --------------------------------------------------------- | ------- | ---------------------- | ----------------------- | -------------- | ------------------------------------------- | ----- |
| 0 Story                                                   | 2000    | General Entertainment  | Enix Corporation        | Diversos       | Japão                                       | DVD-R |
| 007: NightFire                                            | Eurocom | Electronic Arts        | 2002                    |                |                                             |       |
| 007: Quantum of Solace •007: Nagusame no Houshuu          | Eurocom | Activision             | 2008                    |                |                                             |       |
| 10,000 Bullets                                            | 2005    | Blue Moon              | Taito Corporation       | Aventura       | Japão · União Europeia                      | DVD-R |
| 10 Pin: Champions Alley                                   | 2005    | Liquid Games           | OG International Ltd    |                |                                             |       |
| 120-en no Haru: 120 Yen Stories                           | 2005    | Interchannel           | Interchannel            |                |                                             |       |
| 1945 I & II The Arcade Games                              | 2004    | Psikyo                 | Play It!                |                |                                             |       |
| 12 Riven: The Psi-Climinal of Integral                    | 2008    | CyberFront             | TBA                     | Aventura       | Japão                                       | DVD-R |
| 18 Wheeler: American Pro Trucker                          | 2001    | Acclaim                | Acclaim                 | Corrida        | Estados Unidos · Japão · União Europeia     | DVD-R |
| 187 Ride or Die                                           | 2005    | Ubisoft Paris          | Ubisoft                 | Luta de carros | Estados Unidos · União Europeia · Austrália | DVD-R |
| 2002 FIFA World Cup                                       | 2002    | EA Sports              | TBA                     | Futebol        | Estados Unidos · Japão · União Europeia     | DVD-R |
| 2006 FIFA World Cup                                       | 2006    | Electronic Arts Canada | Electronic Arts         | Futebol        | Estados Unidos · Japão · União Europeia     | DVD-R |
| 2003-Toshi Kaimaku – Ganbare Kyuukaiou                    | 2003    | Magical Company        | Atlus Co.               |                |                                             |       |
| 21 Card Games                                             | 2006    | Mere Mortals           | Phoenix Games           | Cassino        | União Europeia                              | DVD-R |
| 24 hrs: The game                                          | 2006    | SCE Cambridge          | 2K Games                | Ação           | Estados Unidos · União Europeia · Austrália | DVD-R |
| 25 to Life                                                | 2006    | Avalanche Software     | Eidos Interactive       | Tiro           | Estados Unidos · União Europeia · Austrália | DVD-R |
| 2nd Super Robot Wars Alpha                                | 2003    | Banpresto              | Banpresto               |                |                                             |       |
| 3-Nen B-Gumi Kinpachi Sensei Densetsu no Kyoudan ni Tate! | 2004    | Chunsoft               | Chunsoft                |                |                                             |       |
| 3LDK – Shiawase ni Narouyo                                | 2004    | PrincessSoft           | PrincessSoft            |                |                                             |       |
| 3rd Super Robot Wars Alpha: To the End of the Galaxy      | 2005    | Banpresto              | Banpresto               |                |                                             |       |
| 4x4 EVO 2                                                 | 2003    | Terminal Reality       | Bam Entertainment       | Corrida        | União Europeia                              | DVD-R |
| 4x4 Evolution                                             | 2001    | Terminal Reality       | Gathering of Developers | Corrida        | Estados Unidos · União Europeia             | DVD-R |
| 50 Cent: Bulletproof                                      | 2005    | Genuine Games          | VU Games                | Ação           | Estados Unidos · União Europeia · Austrália | DVD-R |
| 7 Blades                                                  | 2000    | Konami                 | Konami                  | Ação           | Japão · União Europeia                      | DVD-R |
| 7 Sins                                                    | 2005    | Monte Cristo           | Digital Jesters         | Vida virtual   | União Europeia                              | DVD-R |
| 7 Wonders of the Ancient World                            | 2007    | MumboJumbo             | TBA                     | Quebra-cabeças | Estados Unidos · União Europeia             | DVD-R |

## A
| Título                                         | Ano  | Desenvolvedora                  | Distribuidora                   | Gênero               | Países                                              | Mídia |
| ---------------------------------------------- | ---- | ------------------------------- | ------------------------------- | -------------------- | --------------------------------------------------- | ----- |
| A-Ressha de Ikou 2001                          | 2001 | Artdink                         | TBA                             | Estratégia           | Japão                                               | DVD-R |
| A-Ressha de Ikou 2001 Perfect Set              | 2002 | Artdink                         | TBA                             | Estratégia           | Japão                                               | DVD-R |
| A-Train 6                                      | 2000 | Artdink                         | TBA                             | Estratégia           | Japão                                               | DVD-R |
| Aa Megami-sama                                 | 2007 | Marvelous                       | TBA                             | Aventura             | Japão                                               | DVD-R |
| Abarenbou Princess                             | 2001 | Kadokawa Shoten                 | TBA                             | Estratégia           | Japão                                               | DVD-R |
| AC/DC Live: Rock Band Track Pack               | 2008 | Harmonix Music                  | MTV Games                       | Música               | Estados Unidos · União Europeia · Austrália         | DVD-R |
| Ace Combat 04: Shattered Skies                 | 2001 | Namco                           | TBA                             | Voo                  | Estados Unidos · Japão · União Europeia             | DVD-R |
| Ace Combat 5: The Unsung War                   | 2004 | Namco                           | TBA                             | Voo                  | Estados Unidos · Japão · União Europeia             | DVD-R |
| Ace Combat Zero: The Belkan War                | 2006 | Namco                           | TBA                             | Voo                  | Estados Unidos · Japão · União Europeia · Austrália | DVD-R |
| Ace Lightning                                  | 2003 | BBC Multimedia                  | TBA                             | Ação                 | União Europeia                                      | DVD-R |
| Aces of War                                    | 2004 | Marionette                      | Taito Corporation               | Voo                  | Japão · União Europeia                              | DVD-R |
| Action Girlz Racing                            | 2005 | Data Design Int.                | Metro3D                         | Corrida              | União Europeia                                      | DVD-R |
| Action Man ATOM: Alpha Teens on Machines       | 2007 | Brain in a Jar                  | Blast! Entertainment Ltd        | Corrida              | União Europeia                                      | DVD-R |
| Activision Anthology                           | 2002 | Contraband Entertainment        | Actvision                       | Compilação           | Estados Unidos · União Europeia                     | DVD-R |
| Adiboo and the Energy Thieves                  | 2004 | Coktel Vision                   | VU Games                        | Ação                 | União Europeia                                      | DVD-R |
| ADK Tamashii                                   | 2008 | SNK Playmore                    | TBA                             | Compilação           | Japão                                               | DVD-R |
| The Adventures of Cookie & Cream               | 2001 | From Spftware                   | Agetec Inc.                     | Quebra-cabeças       | Estados Unidos · Japão · União Europeia             | DVD-R |
| The Adventures of Darwin                       | 2007 | Vingt-et-un System              | D3 Publisher                    | Estratégia           | Estados Unidos · Japão · União Europeia             | DVD-R |
| The Adventures of Jimmy Neutron: Twonkies      | 2004 | THQ                             | TBA                             | Aventura             | Estados Unidos · União Europeia                     | DVD-R |
| Aeon Flux                                      | 2005 | Terminal Reality                | Majesco Games                   | Aventura             | Estados Unidos · União Europeia · Austrália         | DVD-R |
| Aero Elite: Combat Academy                     | 2003 | Sega AM2                        | Sega                            | Voo                  | Estados Unidos · Japão                              | DVD-R |
| Aerobics Revolution                            | 2003 | Konami                          | TBA                             | Música               | Japão                                               | DVD-R |
| AFL Live 2003                                  | 2002 | IR Gurus                        | Acclaim                         | Esportes             | Austrália                                           | DVD-R |
| AFL Live 2004                                  | 2003 | IR Gurus                        | Acclaim                         | Rugby                | União Europeia                                      | DVD-R |
| AFL Premiership 2005                           | 2005 | IR Gurus                        | SCE Australia                   | Esportes             | Austrália                                           | DVD-R |
| AFL Premiership 2006                           | 2006 | IR Gurus                        | SCE Australia                   | Rugby                | Austrália                                           | DVD-R |
| AFL Premiership 2007                           | 2007 | IR Gurus                        | SCE Australia                   | Esportes             | Austrália                                           | DVD-R |
| Agassi Tennis Generation                       | 2003 | Aqua Pacific                    | DreamCatcher Interactive        | Tênis                | Estados Unidos · União Europeia                     | DVD-R |
| Age of Empires II: The Age of Kings            | 2002 | Ensemble Studios                | Konami                          | Estratégia           | Estados Unidos · União Europeia · Japão             | DVD-R |
| Agent Collection                               | 2005 | Various                         | Eletronic Arts                  | Compilação           | União Europeia                                      | DVD-R |
| Agent Hugo                                     | 2005 | ITE Media                       | TBA                             | Plataforma           | União Europeia                                      | DVD-R |
| Agent Hugo: Lemoon Twist                       | 2007 | Coyote Console                  | ITE Media                       | Plataforma           | União Europeia                                      | DVD-R |
| Agent Hugo: Roborumble                         | 2006 | ITE Media                       | TBA                             | Plataforma           | União Europeia                                      | DVD-R |
| Agent Hugo: Hula Holiday                       | 2008 | Atractive Games                 | NDS Software                    | Plataforma           | União Europeia                                      | DVD-R |
| Agressive Inline                               | 2002 | Z-Axis, Ltd.                    | Acclaim                         | Skate                | Estados Unidos · União Europeia                     | DVD-R |
| Ai Igo 2003                                    | 2003 | GeneX                           | TBA                             | Tabuleiro            | Japão                                               | DVD-R |
| Ai Mahjong 2003                                | 2003 | GeneX                           | TBA                             | Tabuleiro            | Japão                                               | DVD-R |
| Air Raid 3                                     | 2004 | Phoenix Games                   | TBA                             | Tiro                 | União Europeia                                      | DVD-R |
| Air Ranger 2 Plus: Rescue Helicopter           | 2003 | ASK                             | TBA                             | Simulação de voo     | Japão                                               | DVD-R |
| Air Ranger 2: Rescue Helicopter                | 2002 | ASK                             | TBA                             | Simulação de voo     | Japão                                               | DVD-R |
| Air Ranger: Rescue Helicopter                  | 2001 | ASK                             | TBA                             | Simulação de voo     | Japão · União Europeia                              | DVD-R |
| AirBlade                                       | 2002 | Criterion Games                 | Namco                           | Esportes             | Estados Unidos · União Europeia                     | DVD-R |
| Airborne Troops: Countdown to D-Day            | 2005 | WideScreen Games                | Mud Duck Productions            | Tiro                 | Estados Unidos · União Europeia                     | DVD-R |
| AirForce Delta Strike                          | 2004 | KCE Studios                     | Konami                          | Voo                  | Estados Unidos · Japão · União Europeia             | DVD-R |
| The Aka-Champion                               | 2005 | Expotato                        | D3 Publisher                    | Diversos             | Japão                                               | DVD-R |
| Akane Iro ni Somaru Saka: Parallel             | 2008 | Feng                            | GN Software                     | Aventura             | Japão                                               | DVD-R |
| Akira Psycho Ball                              | 2002 | Kaze                            | Bandai                          | Pinball              | Japão                                               | DVD-R |
| Akudaikan                                      | 2002 | Global A                        | TBA                             | Ação                 | Japão                                               | DVD-R |
| Akudaikan 2: Mousouden                         | 2003 | Global A                        | TBA                             | Estratégia           | Japão                                               | DVD-R |
| Akudaikan 3                                    | 2007 | Global A                        | TBA                             | Aventura             | Japão                                               | DVD-R |
| Alan Hansen's Sports Challenge                 | 2007 | The Code Monkeys                | Oxygen Interactive              | Game Show            | União Europeia                                      | DVD-R |
| Alarm for Cobra 11 Vol II                      | 2005 | Davilex                         | Midas Interactive Entertainment | Corrida              | União Europeia                                      | DVD-R |
| Alex Ferguson's Player Manager 2001            | 2001 | Anco                            | 3DO                             | Treinador de futebol | União Europeia                                      | DVD-R |
| Alfa Romeo Racing Italiano                     | 2006 | Milestone S.r.l                 | Valcon Games                    | Corrida              | Estados Unidos · União Europeia                     | DVD-R |
| Alias                                          | 2004 | Acclaim                         | Acclaim                         | Aventura             | Estados Unidos · União Europeia                     | DVD-R |
| Alien Hominid                                  | 2004 | The Behemoth                    | Q3 Entertainment                | Tiro                 | Estados Unidos · União Europeia                     | DVD-R |
| Aliens in the Attic                            | 2009 | Revistronic                     | Playlogic                       | Aventura             | Estados Unidos · União Europeia                     | DVD-R |
| Aliens Versus Predator: Extinction             | 2003 | Zono Inc.                       | EA Games                        | Estratégia           | Estados Unidos · União Europeia                     | DVD-R |
| All-Star Baseball 2002                         | 2001 | Acclaim Austin                  | Acclaim                         | Baseball             | Estados Unidos · Japão · União Europeia             | DVD-R |
| All-Star Baseball 2003                         | 2002 | Acclaim Austin                  | Acclaim                         | Baseball             | Estados Unidos · Japão · União Europeia             | DVD-R |
| All-Star Baseball 2004                         | 2003 | Acclaim Austin                  | Acclaim                         | Baseball             | Estados Unidos · Japão · União Europeia             | DVD-R |
| All-Star Baseball 2005                         | 2004 | Acclaim Austin                  | Acclaim                         | Baseball             | Estados Unidos · Japão · União Europeia             | DVD-R |
| All-Star Professional Wrestling                | 2000 | SquareSoft                      | TBA                             | Luta Livre           | Japão                                               | DVD-R |
| All-Star Professional Wrestling II             | 2001 | SquareSoft                      | TBA                             | Luta Livre           | Japão                                               | DVD-R |
| All-Star Professional Wrestling III            | 2003 | Square Enix                     | TBA                             | Luta Livre           | Japão                                               | DVD-R |
| Alone in the Dark                              | 2008 | Hydravision                     | Atari                           | Terror               | Estados Unidos · União Europeia · Austrália         | DVD-R |
| Alpine Racer 3                                 | 2002 | Namco                           | TBA                             | Esqui                | Japão                                               | DVD-R |
| Alpine Ski Racing 2007                         | 2006 | JoWooD Entertainment AG         | TBA                             | Esqui                | União Europeia                                      | DVD-R |
| Alpine Skiing 2005                             | 2005 | Midas Interactive Entertainment | TBA                             | Esqui                | União Europeia                                      | DVD-R |
| Alter Echo                                     | 2003 | Outrage Games                   | THQ                             | Tiro                 | Estados Unidos · União Europeia                     | DVD-R |
| Alvin and the Chipmunks                        | 2007 | Sensory Sweep                   | Brash Entertainment             | Música               | Estados Unidos · União Europeia                     | DVD-R |
| Amagami                                        | 2009 | Enterbrain                      | TBA                             | Aventura             | Japão                                               | DVD-R |
| Amagoushi no Yakata                            | 2007 | Fog                             | Nippon Ichi Software            | Aventura             | Japão                                               | DVD-R |
| American Arcade                                | 2000 | Astroll                         | Astroll                         | Pinball              | Estados Unidos · União Europeia · Japão             | DVD-R |
| American Chopper                               | 2004 | Creat Studios                   | Activision Value                | Corrida              | Estados Unidos · União Europeia · Austrália         | DVD-R |
| American Chopper 2: Full Throttle              | 2005 | Creat Studios                   | Activision Value                | Corrida              | Estados Unidos · União Europeia · Austrália         | DVD-R |
| American Idol                                  | 2003 | Hothouse Creations              | Codemasters                     | Música               | Estados Unidos · União Europeia · Austrália         | DVD-R |
| American Pool II                               | 2007 | Phoenix Games                   | TBA                             | Sinuca               | União Europeia                                      | DVD-R |
| An American Tail                               | 2007 | Data Design Interactive         | Blast! Entertainment Ltd        | Plataforma           | União Europeia                                      | DVD-R |
| AMF Extreme Bowling                            | 2006 | Mud Duck Productions            | TBA                             | Boliche              | Estados Unidos · União Europeia · Austrália         | DVD-R |
| Amplitude                                      | 2003 | Harmonix Music                  | SCEA                            | Música               | Estados Unidos · União Europeia · Austrália         | DVD-R |
| And 1 Streetball                               | 2006 | Black Ops Entertainment         | Ubisoft                         | Basquete             | Estados Unidos · União Europeia · Austrália         | DVD-R |
| Angel Profile                                  | 2007 | GeneX                           | CyberFront                      | Aventura             | Japão                                               | DVD-R |
| Angel Wish                                     | 2005 | Pione Soft                      | TBA                             | Aventura             | Japão                                               | DVD-R |
| Angelique Etoile                               | 2004 | Koei                            | TBA                             | Estratégia           | Japão                                               | DVD-R |
| Animal Soccer World                            | 2005 | Phoenix Games                   | TBA                             | Futebol              | União Europeia                                      | DVD-R |
| A.C.E.: Another Century's Episode              | 2005 | From Software                   | Banpresto                       | Aventura             | Japão                                               | DVD-R |
| A.C.E.: Another Century's Episode 2            | 2006 | From Software                   | Banpresto                       | Aventura             | Japão                                               | DVD-R |
| A.C.E.: Another Century's Episode 3: The Finaç | 2007 | From Software                   | Banpresto                       | Aventura             | Japão                                               | DVD-R |
| The Ant Bully                                  | 2006 | Artificial Mind                 | Midway                          | Aventura             | Estados Unidos · União Europeia                     | DVD-R |
| Antz Extreme Racing                            | 2002 | Empire Interactive              | TBA                             | Corrida              | Estados Unidos · União Europeia                     | DVD-R |
| Anubis II                                      | 2005 | Data Design Interactive         | Metro3D                         | Aventura             | União Europeia                                      | DVD-R |
| Aoi no Tristia                                 | 2005 | Kogado Studio                   | Nippon Ichi Software            | Aventura             | Japão                                               | DVD-R |
| Aoi Sora no Neosphere                          | 2007 | Kogado Studio                   | Nippon Ichi Software            | Aventura             | Japão                                               | DVD-R |
| Aoishiro                                       | 2008 | Success                         | TBA                             | Aventura             | Japão                                               | DVD-R |
| Ape Escape 2                                   | 2003 | SCEI                            | Ubisoft                         | Aventura             | Estados Unidos · Japão · União Europeia             | DVD-R |
| Ape Escape 3                                   | 2006 | SCEI                            | SCEA                            | Aventura             | Estados Unidos · Japão · União Europeia             | DVD-R |
| Ape Escape: Million Monkeys                    | 2006 | SCEI                            | SCEA                            | Aventura             | Japão                                               | DVD-R |
| Ape Escape: Pumped & Primed                    | 2004 | SCEI                            | Ubisoft                         | Tabuleiro            | Estados Unidos · União Europeia                     | DVD-R |
| Appleseed EX                                   | 2007 | DreamFactory                    | Sega                            | Aventura             | Japão                                               | DVD-R |
| Aqua Aqua                                      | 2000 | Zed Two Limited                 | 3DO                             | Quebra cabeças       | Japão · Estados Unidos · União Europeia             | DVD-R |
| Aqua Teen Hunger Force Zombie Ninja Pro-Am     | 2007 | Creat Studios                   | Midway                          | Ação                 | Estados Unidos · União Europeia · Austrália         | DVD-R |
| AquaNox: The Angels Tears                      | TBA  | Massive Development             | JoWooD Entertainment AG         | Tiro                 | TBA                                                 | DVD-R |
| Armored Core 2                                 | 2000 | From Soft                       | From Soft                       | Tiro                 | TBA                                                 | CD-R  |

## B
| Título                                            | Ano  | Desenvolvedora          | Distribuidora   | Gênero        | Países                          | Mídia |
| ------------------------------------------------- | ---- | ----------------------- | --------------- | ------------- | ------------------------------- | ----- |
| Backyard Baseball 2007                            | 2006 | Humongous Entertainment | Atari           |               | Estados Unidos                  |       |
| Backyard Baseball                                 |      | Paradox Development     |                 |               |                                 |       |
| Backyard Basketball                               |      | Paradox Development     |                 |               | Estados Unidos                  |       |
| Backyard Football                                 |      | Paradox Development     |                 |               | Estados Unidos                  |       |
| Batman Begins                                     | 2005 | Eurocom                 | Electronic Arts | Ação-aventura | Estados Unidos · União Europeia | DVD-R |
| Batman: Rise of Sin Tzu                           | 2003 | Ubisoft Montreal        | Ubisoft         |               | Estados Unidos · União Europeia |       |
| Batman: The Dark Night The Game                   | 2007 | Pandemic Studios        | EA distribution | Ação          |                                 |       |
| Batman Vengeance                                  | 2001 | Ubisoft Montreal        | Ubisoft         |               | Estados Unidos                  |       |
| BMX XXX                                           | 2002 | Z-Axis                  | Acclaim         |               | Estados Unidos                  |       |
| Backyard Wrestling 2: There Goes the Neighborhood |      | Paradox Development     |                 |               |                                 |       |
| Backyard Wrestling: Don't Try This at Home        |      | Paradox Development     |                 |               |                                 |       |

- Bad Boys: Miami Takedown (Blitz Games)
- Bakugan Battle Brawlers (jogo eletrônico)
- Baldur's Gate: Dark Alliance II (Black Isle Studios)
- Baldur's Gate: Dark Alliance (Snowblind Studios)
- Barbarian (Saffire)
- Barbarian (EUA)(CD-ROM)
- Barbie Horse Adventure
- The Bard's Tale (InXile Entertainment)
- Basketball Xciying
- Bass Strike
- Bass Strike(CD-ROM)
- Battle Assault 3(CD-ROM)
- Battle Engine Aquila (Lost toys games)
- Battle Gear 2(CD-ROM)
- Battle Stadium D.O.N (Takara TOMY)
- Battlefield 2: Modern Combat (Digital Illusions CE)
- Battlestar Galactica
- B-Boy
- BCV: Battle Construction Vehicles (Artdink) - UK: SLES51714, Japan: SLPS25004
- Beat Down: Fists Of Vengeance
- Beatmania IIDX 10th Style
- Beatmania IIDX 3rd Style
- Beatmania IIDX 4th Style: New Songs Collection
- Beatmania IIDX 5th Style
- Beatmania IIDX 6th Style
- Beatmania IIDX 7th Style
- Beatmania IIDX 8th Style
- Beatmania IIDX 9th Style
- Beatmania IIDX RED
- Beatmania
- Ben 10: Protector Of Earth
- Ben 10: Alien Force The Game
- Ben 10 Alien Force: Vilgax Attacks
- Ben 10 Ultimate Alien: Cosmic Destruction
- Ben 10: 10.000 barrages
- Beyond Good and Evil (Ubisoft)
- Bible Game, The
- Big Mutha Truckers 2
- Big Mutha Truckers
- Big Mutha Truckers (EUA)(CD-ROM)
- Biohazard Code: Veronica (JAP, a versão americana e européia é chamada de Resident Evil Code: Veronica X que é em DVD-ROM)(CD-ROM)
- Bionicle Heroes (Travellers Tales, or TT Games)
- Bionicle: The Game
- Black (Criterion Games)
- Black and Bruised
- Black Market Bowling
- Blade 2
- Bleach: Blade Battlers 2
- Bleach: Blade Battlers
- Bleach: Erabareshi Tamashii (Sony Computer Entertainment Inc.)
- Bleach: Hanatareshi Yabou (Sony Computer Entertainment Inc.)
- Blitz: The League
- Blood Will Tell (WOW Entertainment/Red Entertainment)
- Blood: The Last Vampire - First Volume (Eighting)
- Blood: The Last Vampire - Last Volume (Eighting)
- BloodRayne 2 (Terminal Reality)
- BloodRayne (Terminal Reality)
- Bloody Roar 3 (Eighting)
- Bloody Roar 3 (EUA)(CD-ROM)
- Bloody Roar 4 (Eighting)
- BlowOut
- Boboboubo Boubobo
- Bode Miller Alpine Skiing (Valcon Games)*Boku no Natsuyasumi 2
- Bode Miller Alpine Skiing(CD-ROM)
- Bomba Patch
- Bombastic
- Bomberman Hardball (Ubisoft)
- Bomberman Jetters (Hudson Soft)
- Bomberman Kart DX (JAP)(CD-ROM)
- Bomberman Kart (Hudson Soft)
- Bomberman Kart(CD-ROM)
- Bomberman Land 2 (Hudson Soft)
- Bomberman Land 2(CD-ROM)
- Bouken Jidai Katsugeki: Goemon
- Bouncer, The (Square Soft)
- Boxing Champions
- Bratz: Forever Diamondz
- Bratz: Formal Funk
- Bratz: Rock Angelz
- Brave: The Search For Spirit Dancer
- Bravo Music: Chou-Meikyokuban
- Bravo Music
- Breath of Fire V: Dragon Quarter (Capcom Production Studio 3)
- Brian Lara International Cricket 2005
- Britney's Dance Beat (Metro Graphics)
- Broken Sword: The Sleeping Dragon (Revolution Software Ltd.)
- Brothers in Arms: Earned in Blood (Gearbox Software)
- Brothers In Arms: Road to Hill 30 (Gearbox Software)
- Buffy The Vampire Slayer: Chaos Bleeds
- Bujingai: The Forsaken City (Red Entertainment/Taito)
- Bully (Rockstar')
- Burnout 2: Point Of Impact (Criterion Games)
- Burnout 3: Takedown (Criterion Games)
- Burnout Dominator (Criterion Games)
- Burnout Revenge (Criterion Games)
- Burnout (Criterion Games)
- Bust-a-Bloc
- Butt Ugly Martians(CD-ROM)
- Butt Ugly Martians: Zoom or Doom! (Runecraft)
- Buzz! Jr.: Robo Jam
- Buzz! The Hollywood Quiz
- Buzz! The Music Quiz
- Bujingai

## C
| Título                                 | Ano  | Desenvolvedora             | Distribuidora        | Gênero            | Países                                              | Mídia |
| -------------------------------------- | ---- | -------------------------- | -------------------- | ----------------- | --------------------------------------------------- | ----- |
| Call of Duty: Finest Hour              | 2004 | Spark Unlimited            | Activision           | Tiro em 1ª pessoa | Estados Unidos · União Europeia                     | DVD-R |
| Call of Duty 2: Big Red One            | 2006 | Treyarch                   | Activision           | Tiro em 1ª pessoa | Japão · Estados Unidos · União Europeia             | DVD-R |
| Call of Duty 3                         | 2006 | Treyarch                   | Activision           | Tiro em 1ª pessoa | Estados Unidos · União Europeia · Austrália         | DVD-R |
| Call of Duty World at War Final Fronts | 2008 | Rebellion                  | Activision           | Tiro em 1ª pessoa | Estados Unidos · União Europeia · Austrália         |       |
| Capcom Classics Collection             | 2005 | Digital Eclipse Software   | Capcom               |                   |                                                     |       |
| Capcom Classics Collection Vol. 2      | 2006 | Digital Eclipse Software   | Capcom               |                   |                                                     |       |
| Castlevania: Curse of Darkness         | 2005 | Konami/KCET                | Konami TYO           | Ação-Aventura     | Japão · Estados Unidos · União Europeia             | DVD   |
| Castlevania: Lament of Innocence       | 2003 | Konami                     | Konami TYO           | Ação-Aventura     | Japão · Estados Unidos · União Europeia · Austrália | DVD   |
| Crash Nitro Kart                       | 2003 | Vicarious Visions          | Vivendi              | corrida           | Japão · Estados Unidos · União Europeia · Austrália | DVD   |
| Crash Tag Team Racing                  | 2004 | Radical Entertainment      | Sierra Entertainment | corrida           | Japão · Estados Unidos · União Europeia · Austrália | DVD   |
| Crazy Taxi                             | 2001 | Acclaim Studios Cheltenham | Sega                 |                   | Japão · Estados Unidos                              | DVD   |
| Cabela's Alaskan Adventure             | 2006 | Fun Labs                   | Activision           | Esporte           |                                                     | DVD   |

- Cabela's Big Game Hunter 2005 (Sand Grain Studios)
- Cabela's Dangerous Hunts (Sand Grain Studios)
- Cabela's Dangerous Hunts: Kill or Be Killed (Sand Grain Studios)
- Canis Canem Edit (Rockstar)
- Capcom Fighting Evolution (Capcom Production Studio 2)
- Capcom vs SNK 2 (Capcom)
- Card Captor Sakura (Konami TYO)
- Carmen Sandiego: The Secret of the Stolen Drums
- Cars (A2M)
- Cars maternational champioship (A2M)
- Cars race-o-rama
- Castle Shikigami 2 (Shikigami no Shiro 2 in Japan)
- Catwoman (Electronic Arts UK)
- Cel Damage Overdrive (Play It)
- Celebrity Deathmatch (Big Ape Productions)
- Centre Court Hard Hitter
- Champions of Norrath: Realms of Everquest (Snowblind Studios)
- Champions: Return to Arms (Snowblind Studios)
- Charlie and the Chocolate Factory (High Voltage Software)
- Charlie's Angels
- Chaos Legion (Capcom Production Studio 6)
- Chicken Little (Buena Vista Games)
- The Chronicles of Narnia: The Lion, the Witch and the Wardrobe
- ChoroQ (Takara)
- Circus Maximus
- City Crisis (Syscom Entertainment)
- Clock Tower 3 (Capcom Production Studio 3)
- Club Football AC Milan 2005
- Club Football Barcelona 2005
- Club Football Birmingham City 2005
- CMT Presents: Karaoke Revolution Country
- Cocoto Platform Jumper
- Code Age Commanders
- Code Lyoko: Quest for Infinity
- Cold Fear (Ubisoft)
- Cold Winter (Vivendi Universal)
- Colin McRae Rally 3 (Codemasters)
- Colin McRae Rally 04 (Codemasters)
- Colin McRae Rally 2005 (Codemasters)
- Colosseum: Road to Freedom (Koei)
- Combat Elite: WWII Paratroopers (SouthPeak Interactive)
- Commandos: Behind Enemy Lines
- Commandos: Strike Force (Eidos Interactive)
- Conflict: Desert Storm (Pivotal Games/SCi Entertainment Group)
- Conflict: Desert Storm II: Back to Baghdad (Pivotal Games/SCi Entertainment Group)
- Conflict: Vietnam (Pivotal Games)
- Conflict: Zone
- Constantine (Bits Studios)
- Contra: Shattered Soldier
- Convenience Store Manager 3 - Japan: SLPM62322
- Corvette (Steel Monkeys)
- Cowboy Bebop (Bandai)
- Crash Bandicoot: The Wrath of Cortex (Traveller's Tales)
- Crash of the Titans (Radical Entertainment)
- Crash Twinsanity (Traveller's Tales)
- Crash: Mind Over Mutant (Radical Entertainment)
- Crash: Marsupial Madness
- Crescent Suzuki Racing: Superbikes and Supersides
- Cricket (EA Sports)
- Crime Life: Gang Wars
- Crimson Sea 2 (KOEI)
- Crimson Tears (Capcom)
- Cross Channel: To All People
- Crouching Tiger, Hidden Dragon (Genki)
- Crusty Demons
- Crystal Zone
- CSI:Crime Scene Investigation 3 Dimensions of Murder
- Cue Academy
- Culdcept (Omiya Soft)
- Curious George
- Cyber Mahjong
- Cyclone Circus
- Cy Girls (Konami JPN)
- Curse
- Casper Spirit Dimensions (EUA)(CD-ROM)
- Castle Shikigami 2 (EUA)(CD-ROM)
- City Crisis (EUA)(CD-ROM)
- Cocoto Kart Racer(CD-ROM)
- Cocoto Plataform Jumper(CD-ROM)
- Contra: Shattered Soldier (EUA)(CD-ROM)
- Cool Boarders 2001(CD-ROM)
- Crash Bandicoot: The Wrath of Cortex (EUA e EUR)(CD-ROM)
- Crazy Frog Racer(CD-ROM)
- Crazy Golf(CD-ROM)
- Crazy Taxi (EUA e EUR)(CD-ROM)
- Cricket 2002(CD-ROM)
- Cubix(CD-ROM)

## D
| Título                                  | Ano  | Desenvolvedora             | Distribuidora | Gênero                      | Países                                                  | Mídia    |
| --------------------------------------- | ---- | -------------------------- | ------------- | --------------------------- | ------------------------------------------------------- | -------- |
| Dance Dance Revolution EXTREME          |      |                            | Konami TYO    | Beat-'Em-Up                 |                                                         |          |
| Dance Dance Revolution EXTREME 2        |      |                            | Konami TYO    | Beat-'Em-Up                 |                                                         |          |
| Dance Dance Revolution Party Collection |      |                            | Konami TYO    | Beat-'Em-Up                 | Japão                                                   | (CD-ROM) |
| Dance Dance Revolution STR!KE           |      |                            | Konami TYO    | Beat-'Em-Up                 | Japão                                                   |          |
| Dance Dance Revolution SuperNOVA        |      |                            | Konami TYO    | Beat-'Em-Up                 |                                                         |          |
| Dance Dance Revolution SuperNOVA 2      |      |                            | Konami TYO    | Beat-'Em-Up                 |                                                         |          |
| Dance Dance Revolution X                |      |                            | Konami TYO    | Beat-'Em-Up                 |                                                         |          |
| Dance Dance Revolution X2               |      |                            | Konami TYO    | Beat-'Em-Up                 |                                                         |          |
| Death by Degrees                        | 2005 | Namco                      | Namco         |                             | Estados Unidos · União Europeia · Japão                 |          |
| Devil May Cry                           | 2001 | Capcom Production Studio 4 | Capcom        |                             | Estados Unidos · União Europeia · Japão                 |          |
| Devil May Cry 2                         | 2003 | Capcom Production Studio 1 | Capcom        |                             | Estados Unidos · União Europeia · Japão                 |          |
| Devil May Cry 3: Dante's Awakening      |      | Capcom Production Studio 1 | Capcom        |                             |                                                         |          |
| Devil May Cry 3: Special Edition        |      | Capcom Production Studio 1 | Capcom        |                             |                                                         |          |
| Dynasty Tactics                         | 2002 | Koei                       | Koei          | RPG                         | Estados Unidos · União Europeia · Japão                 |          |
| Dynasty Tactics 2                       | 2003 | Koei                       | Koei          | RPG                         | Estados Unidos · União Europeia · Japão                 |          |
| Dynasty Warriors 2                      | 2000 | Omega Force                | Koei, THQ     | Ação-tática, hack and slash | Estados Unidos · União Europeia · Japão                 |          |
| Dynasty Warriors 3                      | 2001 | Omega Force                | Koei, THQ     | Ação-tática, hack and slash | Estados Unidos · União Europeia · Japão                 |          |
| Dynasty Warriors 3: Xtreme Legends      | 2002 | Omega Force                | Koei          | Ação-tática, hack and slash | Estados Unidos · União Europeia · Japão                 |          |
| Dynasty Warriors 4                      | 2003 | Omega Force                | Koei          | Ação-tática, hack and slash | Estados Unidos · União Europeia · Japão · Coreia do Sul |          |
| Dynasty Warriors 4: Empires             | 2004 | Omega Force                | Koei          | Ação-tática, hack and slash | Estados Unidos · União Europeia · Japão                 |          |
| Dynasty Warriors 4: Xtreme Legends      | 2003 | Omega Force                | Koei          | Ação-tática, hack and slash | Estados Unidos · União Europeia · Japão                 |          |
| Dynasty Warriors 5                      | 2005 | Omega Force                | Koei          | Ação-tática, hack and slash | Estados Unidos · União Europeia · Japão                 |          |
| Dynasty Warriors 5 Empires              | 2006 | Omega Force                | Koei          | Ação-tática, hack and slash | Estados Unidos · União Europeia · Japão · Coreia do Sul |          |
| Dynasty Warriors 5 Xtreme Legends       | 2005 | Omega Force                | Koei          | Ação-tática, hack and slash | Estados Unidos · União Europeia · Japão                 |          |
| Dynasty Warriors 6                      | 2008 | Omega Force                | Koei          | Ação-tática, hack and slash | Estados Unidos · Japão                                  |          |
| Dynasty Warriors: Gundam 2              | 2008 | Omega Force                | Namco Bandai  | Ação-tática, hack and slash | Estados Unidos · Japão                                  |          |

- Daemon Summoner
- Dance Europe(CD-ROM)
- Dance Factory
- Dance Factory (CD-ROM)
- Dance Summit 2001
- Dance Summit 2001 (Bust a Move 3)(CD-ROM)
- Dance: UK (Broadsword Interactive)
- Dance:UK(CD-ROM)
- Dancing Stage Fever (exclusivo para a Europa) (Konami TYO)
- Dancing Stage Fever(CD-ROM)
- Dancing Stage Fusion (exclusivo para a Europa) (Konami TYO)
- Dancing Stage Max (exclusivo para a Europa) (Konami TYO)
- Dancing Stage Megamix (exclusivo para a Europa) (Konami TYO)
- Dancing Stage Megamix(CD-ROM)
- Dark Angel: Vampire Apocalypse (Metro 3D)
- Dark Angel: Vampire Apocalypse (EUA)(CD-ROM)
- Dark Cloud 2 (Level-5)
- Dark Cloud (Level-5)
- Dark Summit
- Dark Summit(CD-ROM)
- Darkwatch (High Moon Studios)
- Dave Mirra Freestyle BMX 2 (EUA)(CD-ROM)
- DDR FESTIVAL: Dance Dance Revolution (exclusivo para o Japão)
- DDRMAX: Dance Dance Revolution 6th Mix(CD-ROM)
- DDRMAX: Dance Dance Revolution (DDRMAX: Dance Dance Revolution 6thMIX in Japan) (Konami TYO)
- DDRMAX2: Dance Dance Revolution (DDRMAX2: Dance Dance Revolution 7thMIX in Japan) (Konami TYO)
- Dead or Alive 2: Hardcore (Team Ninja)
- Dead or Alive 2 (JAP - a versão americana chama-se Dead or Alive 2 Hardcore, que é em DVD-ROM)(CD-ROM)
- Dead Rush (Treyarch)
- Dead To Rights II (Namco)
- Dead To Rights (Namco)
- Deadly Strike
- Def Jam Vendetta (EA Games)
- Def Jam: Fight for NY (EA Games)
- Densha de go! Final (Taito)
- Densha de go! Professional 2 (Taito) - Japan: TCPS10063(SLPM65243)
- Destroy All Humans! 2 (Pandemic Studios)
- Destroy All Humans! (Pandemic Studios)
- Destruction Derby Arenas (Studio 33/SCEE)
- Detonator
- Deus Ex (Ion Storm)
- Devil Kings (Capcom)
- Digimon Rumble Arena 2 (Bandai')
- Digimon World 4 (Bandai)
- Digimon World Data Squad (Bandai)
- Dino Stalker (Capcom Production Studio 3)
- Dinossaur Adventure(CD-ROM)
- Dirge of Cerberus: Final Fantasy VII (Square Enix)
- Dirttrack Devils
- Disaster Report 2 (Irem)
- Disaster Report (Irem)
- Disgaea 2: Cursed Memories (Nippon Ichi)
- Disgaea: Hour of Darkness (Nippon Ichi)
- Disgaea: Hour of Darkness (EUR e JAP)(CD-ROM)
- Disney Extreme Skate Adventure (Toys for Bob)
- Disney Golf (T&E Soft)
- Disney Golf(CD-ROM)
- Disney's Kim Possible: What's the Swich? (Buena Vista Games)
- DoDonPachi Dai Ou Jou (Cave)
- Dog's Life (Frontier Developments/SCEE)
- Donald Duck Going Quackers (a versão européia é em DVD ROM)(CD-ROM)
- Dora The Explorer: Journey To The Purple Planet
- Downforce
- Downforce (EUA)(CD-ROM)
- Downhill Domination
- Dragon Ball Z: Budokai 2 (Dimps)
- Dragon Ball Z: Budokai 3 (Dimps)
- Dragon Ball Z: Budokai Tenkaichi 2 (Spike)
- Dragon Ball Z: Budokai Tenkaichi 3
- Dragon Ball Z: Budokai Tenkaichi (Spike)
- Dragon Ball Z: Budokai (Dimps)
- Dragon Ball Z: Sagas (Avalanche Software)
- Dragon Ball Z: Infinite World
- Dragon Quest and Final Fantasy In Itadaki Street Special (Square Enix)
- Dragon Quest V (Remake) (exclusivo para o Japão) (Artepiazza)
- Dragon Quest VIII: Journey of the Cursed King (Level-5)
- Dragon Quest Yangus (Square Enix)
- Dragon Rage (EUA)(CD-ROM)
- Drakan: The Ancients' Gates (Surreal Software)
- Drakengard 2 (Cavia)
- Drakengard (Cavia)
- Dream Mix World TV Fighters(CD-ROM)
- DRIV3R (Reflections Interactive)
- Driven to Destruction (Atari)
- Driven (BAM! Entertainment)
- Driven(CD-ROM)
- Driver: Parallel Lines
- Driving Emotion Type-S (Escape)
- Driving Emotion Type-S (EUA)(CD-ROM)
- Drome Racers (Attention To Detail)
- Dropship: United Peace Force (SCE Studios Camden)
- DT racer
- Dual Hearts (Cazworks Studio/Matrix Software)
- Duel Masters (High Voltage Software)
- The Da Vinci Code
- The Dukes of Hazzard: Return of the General Lee (Ratbag Games)

## E
| Título                             | Ano  | Desenvolvedora      | Distribuidora     | Gênero       | Países                                  | Mídia    |
| ---------------------------------- | ---- | ------------------- | ----------------- | ------------ | --------------------------------------- | -------- |
| Eagle Eye Golf                     | 2006 |                     |                   | esporte golf |                                         |          |
| Echo Night: Beyond                 |      |                     |                   |              |                                         |          |
| Ed, Edd n Eddy: The Mis-Edventures |      |                     |                   |              |                                         |          |
| Energy Airforce                    |      | Taito               |                   |              | UK: SLES52310                           |          |
| Energy Airforce Aim Strike!        |      | Taito               |                   |              | UK: SLES52265                           |          |
| Enter the Matrix                   |      | Shiny Entertainment | KonamiAtari       | ação,tiro    |                                         |          |
| Escape from Monkey Island          | 2001 | LucasArts           | LucasArts         |              | Estados Unidos                          |          |
| EOE: Eve of Extinction             | 2002 | Yuke's              | Eidos Interactive |              | Estados Unidos · União Europeia · Japão | (CD-ROM) |

- Eighteen Wheeler(CD-ROM)
- Enthusia Professional Racing (Konami) - UK: SLES53125
- Ephemeral Fantasia (Konami)
- Eragon (Vivendi Universal)
- Ethan Nelson's Adventure through Time and Space (E-Tech)
- ESPN College Hoops
- ESPN Major League Baseball
- ESPN National Hockey Night
- ESPN NBA 2K5
- ESPN NBA 2 Night(CD-ROM)
- ESPN NBA Basketball
- ESPN NFL 2K5
- ESPN NFL Football
- ESPN NFL Primetime 2002(CD-ROM)
- ESPN NHL 2K5
- ESPN NHL Hockey
- ESPN X Games Skateboarding (Konami) - UK: SLES50430
- ESPN International Track & Field(CD-ROM)
- ESPN International Winter Sports 2002(CD-ROM)
- ESPN MLS Extratime(CD-ROM)
- ESPN X Games Skateboarding (EUA)(CD-ROM)
- ESPN X Games Winter Snowboarding(CD-ROM)
- Eternal Quest
- Eternal Ring (AGETEC) RPG/Tiro
- Everblue
- Everblue 2
- Evergrace
- EverQuest Online Adventures (Sony Online Entertainment)
- EverQuest Online Adventures: Frontiers (Sony Online Entertainment)
- Everybody S Tennis
- Evil Dead: A Fistful of Boomstick
- Evil Dead: Regeneration
- Evil Twin (Ubisoft)
- Everblue 2(CD-ROM)
- Extreme Sprint(CD-ROM)
- Extermination
- Extreme-G 3
- EyeToy: AntiGrav (Sony)
- EyeToy: Chat (Sony)
- EyeToy: Groove (Sony)
- EyeToy: Kinetic
- EyeToy: Monkey Mania
- EyeToy: Operation Spy
- EyeToy: Play (Sony)
- EyeToy: Play 2 (Sony)
- EyeToy: Play 3
- EyeToy: Monkey Mania(CD-ROM)
- EyeToy: U-Move Supersports (EUR - versão européia de EyeToy: Sports)(CD-ROM)

## F
| The Fairly OddParents: Breakin' Da Rules  |             |               |                                                         |                        |                                                                     |  |  |                                 |  |
| The Fairly OddParents: Shadow Showdown    |             |               |                                                         |                        |                                                                     |  |  |                                 |  |
| The Fast and the Furious                  |             |               |                                                         |                        |                                                                     |  |  |                                 |  |
| Fatal Frame                               | 2001        | Tecmo         | Tecmo                                                   | Survival Horror        | Japão · Estados Unidos · União Europeia                             |  |  |                                 |  |
| Fatal Frame 2: Crimson Butterfly          | 2003        | Tecmo         | Tecmo                                                   | Survival Horror        | Japão · Estados Unidos · União Europeia                             |  |  |                                 |  |
| Fatal Frame 3                             | 2005        | Tecmo         | Tecmo                                                   | Survival Horror        | Japão · Estados Unidos · União Europeia                             |  |  |                                 |  |
| FIFA 2001                                 |             |               |                                                         | Futebol                |                                                                     |  |  |                                 |  |
| FIFA 2002                                 |             |               |                                                         | Futebol                |                                                                     |  |  |                                 |  |
| FIFA 2003                                 | 2002        | EA Canada     | EA Sports                                               | Futebol                |                                                                     |  |  |                                 |  |
| FIFA 2004                                 | 2003        | EA Canada     | EA Sports                                               | Futebol                |                                                                     |  |  |                                 |  |
| FIFA 2005                                 | 2004        | EA Canada     | EA Sports                                               | Futebol                |                                                                     |  |  |                                 |  |
| FIFA 06                                   | 2005        | EA Canada     | EA Sports                                               | Futebol                |                                                                     |  |  |                                 |  |
| FIFA World Cup 06                         |             |               | EA Sports                                               | Futebol                |                                                                     |  |  |                                 |  |
| FIFA 07                                   | 2006        | Team Fusion   | EA Sports                                               | Futebol                |                                                                     |  |  |                                 |  |
| FIFA 08                                   |             |               |                                                         | Futebol                |                                                                     |  |  |                                 |  |
| FIFA 09                                   | 2008        | EA Canada     | EA Sports                                               | Futebol                |                                                                     |  |  |                                 |  |
| FIFA 10                                   |             |               |                                                         | Futebol                |                                                                     |  |  |                                 |  |
| FIFA 11                                   |             |               |                                                         | Futebol                |                                                                     |  |  |                                 |  |
| FIFA 12                                   |             |               |                                                         | Futebol                |                                                                     |  |  |                                 |  |
| FIFA 13                                   | 2012        | EA Canada     |                                                         | futebol                |                                                                     |  |  |                                 |  |
| FIFA 14                                   | 2013        |               | EA Sports                                               | Futebol                |                                                                     |  |  | Japão · Estados Unidos · Brasil |  |
| FIFA Street                               |             |               |                                                         | Futebol de rua         |                                                                     |  |  |                                 |  |
| FIFA Street 2                             | 2006        | EA Sports BIG |                                                         | Futebol de rua         |                                                                     |  |  |                                 |  |
| Final Fantasy VII Dirge of Cerberus       | 2006        | Square Enix   | Square Enix                                             | Ação, Aventura,rpg     | Japão · Estados Unidos · União Europeia · Austrália                 |  |  |                                 |  |
| Final Fantasy X                           | 2001        | Squaresoft    | SquareSoft, Square EA, SCE Australia, SCEE, Square Enix | RPG,Ação, Aventura     | Japão · Estados Unidos · União Europeia · Austrália                 |  |  |                                 |  |
| Final Fantasy X-2                         | 2003        | Squaresoft    | Square Enix, Electronic Arts                            | RPG,Ação, Aventura     | Japão · Estados Unidos · União Europeia · Austrália · Coreia do Sul |  |  |                                 |  |
| Final Fantasy XI                          | 2002        | Squaresoft    | Square Enix                                             | MMORPG                 | Japão · Estados Unidos                                              |  |  |                                 |  |
| Final Fantasy XI: Chains of Promathia     | 2004        | Square Enix   | Square Enix                                             | MMORPG                 | Japão · Estados Unidos                                              |  |  |                                 |  |
| Final Fantasy XI: Treasures of Aht Urhgan | 2006        | Square Enix   | Square Enix                                             | MMORPG                 | Japão · Estados Unidos                                              |  |  |                                 |  |
| Final Fantasy XI: Seekers of Adoulin      | Square Enix | Square Enix   | MMORPG                                                  | Japão · Estados Unidos |                                                                     |  |  |                                 |  |
| Final Fantasy XII                         | 2006        | Square Enix   | Square Enix                                             | RPG,Ação, Aventura     | Japão · Coreia do Sul · Estados Unidos · Austrália · União Europeia |  |  |                                 |  |
| Final Fantasy XIII'                       | 2013        | Square Enix   | Square Enix                                             | Japão                  |                                                                     |  |  |                                 |  |
| Front Mission 4                           |             |               | Square Enix                                             |                        |                                                                     |  |  |                                 |  |
| Front Mission Online                      |             |               | Square Enix                                             |                        |                                                                     |  |  |                                 |  |

- F1 2001
- F1 2002
- F1 Championship Season 2000
- F1 2001(CD-ROM)
- F1 2002(CD-ROM)
- F1 Career Challenge
- F1 Career Challenge (EUA)(CD-ROM)
- F1 Championship Season 2000(CD-ROM)
- Fahrenheit
- Fallout: Brotherhood of Steel
- Fame Academy
- Family Feud 2006
- Family Guy (2K Games)
- Fantastic Four
- FantaVision (Sony)
- Fate Unlimited Codes (exclusivo para o Japão) (Type Moon)
- Fear & Respect
- Fight Club
- Fight Night 2004
- Fight Night: Round 2
- Fight Night: Round 3
- Fighter Maker 2(CD-ROM)
- Fighting Fury
- Final Fight: Streetwise
- Finny The Fish & The Seven Waters(Natsume)
- Firefighter F.D. 18 (Konami)
- Fisherman's Bass Club(CD-ROM)
- Fisherman's Challenge(CD-ROM)
- Flatout 2
- Flatout
- Flipnic
- Flushed Away
- Football Generation (EUR)(CD-ROM)
- Forbidden Siren 2
- Forbidden Siren
- Ford Bold Moves Street Racing
- Ford Racing 2 (EUA)(CD-ROM)
- Ford Racing 3 (EUA)(CD-ROM)
- Ford Street Racing
- Ford Streetracing (EUR)(CD-ROM)
- Forever Kingdom(CD-ROM)
- Forgotten Realms: Demon Stone
- Formula One 04 (exclusivo para o Japão e Europa)
- Formula One 05 (exclusivo para a Europa)
- Formula One 2001
- Formula One 2002 (exclusivo para o Japão e Europa)
- Formula One 2003 (exclusivo para a Europa)
- Formula One 2006
- Franklin: A Birthday Surprise
- Freakout
- Freaky Flyers
- Freedom Fighters
- Freekstyle (EUA)(CD-ROM)
- Frequency
- FreQuency(CD-ROM)
- Frogger The Great Quest (EUA)(CD-ROM)
- Frogger: The Great Quest
- From Russia with love 007 (EA Games)
- Fugitive Hunter
- Full Spectrum Warrior: Ten Hammers
- Fullmetal Alchemist 2: Curse of the Crimson Elixir (Square Enix)
- Fullmetal Alchemist and the Broken Angel (Square Enix)
- Fur Fighters: Viggo's Revenge(CD-ROM)
- Furry Tales(CD-ROM)
- Futurama
- Future Tactics The Uprising (EUA)(CD-ROM)

## G
| Título                                 | Ano  | Desenvolvedora                 | Distribuidora  | Gênero               | Países                       | Mídia |
| -------------------------------------- | ---- | ------------------------------ | -------------- | -------------------- | ---------------------------- | ----- |
| Gran Turismo Concept                   | 2002 | Polyphony Digital              | Sony           | Simulador de corrida | UK: SCES50858                |       |
| Gran Turismo 3: A-Spec                 | 2001 | Polyphony Digital              | Sony           | Simulador de corrida | UK: SCES50294                |       |
| Gran Turismo 4 Prologue                | 2003 | Polyphony Digital              | Sony           | Simulador de corrida | UK: SCES52438                |       |
| Gran Turismo 4                         | 2004 | Polyphony Digital              | Sony           | Simulador de corrida | UK: SCES51719                |       |
| Grand Theft Auto III                   | 2001 |                                | Rockstar Games | Ação                 | UK: SLES50330                |       |
| Grand Theft Auto: Liberty City Stories | 2006 | Rockstar North; Rockstar Leeds | Rockstar Games | Ação                 |                              |       |
| Grand Theft Auto: San Andreas          | 2004 | Rockstar North                 | Rockstar Games | Ação                 | UK: SLES52541, US: SLUS20946 |       |
| Grand Theft Auto: Vice City            | 2002 | Rockstar North                 | Rockstar Games | Ação                 |                              |       |
| Grand Theft Auto: Vice City Stories    | 2006 | Rockstar Leeds                 | Rockstar Games | Ação                 | União Europeia               |       |

- G Surfers
- Galactic Wrestling Featuring Ultimate Muscle
- Galerians: Ash
- Galidor: Defenders of the Outer Dimension
- Galleon: Islands of Mystery
- Gallop Racer 2004
- Gallop Racer 2006
- Garfield: Saving Arlene
- Garouden Breakblow Fist of Twist (exclusivo para o Japão)
- Gauntlet: Dark Legacy
- Gauntlet: Seven Sorrows
- Genji: Dawn of the Samurai
- The Getaway
- The Getaway: Black Monday
- Get on Da Mic
- Ghost Recon Jungle Storm (Ubisoft)
- Ghosthunter
- Ghost in the Shell: Stand Alone Complex (Bandai)
- Ghost Master
- Ghost Rider (Marvel)
- Giants: Citizen Kabuto
- Gitaroo Man (Koei)
- Gladiator: Sword of Vengeance
- Gladius
- Go Go Golf
- Goblin Commander: Unleash the Horde
- God Hand
- God of War
- God of War II
- Godai Elemental Force
- The Godfather: The Game
- Godzilla: Destroy All Monsters Melee (Cancelled)
- Godzilla: Save the Earth
- GoldenEye: Rogue Agent
- Gradius III and IV
- Gradius V
- Graffiti Kingdom (Taito)
- Golf Paradise ([[TEC Soft)
- Grand Prix Challenge
- Grandia II
- Grandia III
- Grandia Xtreme
- Gravity Games Bike
- Greg Hastings' Tournament Paintball Max'd
- Gregory Horror Show
- Gretzky NHL 2005
- Gretzky NHL 2006
- The Grim Adventures of Billy & Mandy
- Growlanser Generations
- GTR-400
- Guilty Gear Isuka
- Guilty Gear X
- Guilty Gear XX: The Midnight Carnival
- Guilty Gear XX #reload
- Guilty Gear XX Slash
- Guitar Hero
- Guitar Hero II
- Guitar Hero Encore: Rocks the 80s
- Guitar Hero III
- Guitar Hero Aerosmith
- Guitar Hero IV: World Tour
- Guitar Hero Metallica
- Guitar Hero: Smash Hits
- Guitar Hero 5
- Guitar Hero Brazuca
- Gumball 3000 UK: SLES50985
- GUN
- Gun Griffon Blaze
- Gunfighter 2
- Gungrave (Sega)
- Gungrave: Overdose
- Gunslinger Girl Vol.1
- Gunslinger Girl Vol.2
- Gunslingter Girl Vol.3
- Gadget and the Gadgetinis(CD-ROM)
- Gadget Racers(CD-ROM)
- Galactic Wrestling: Featuring Ultimate Muscle(CD-ROM)
- Gauntlet: Dark Legacy (EUA)(CD-ROM)
- Giants: Citizen Kabuto (EUA)(CD-ROM)
- Gradius III & IV (EUA)(CD-ROM)
- Gradius V (EUA)(CD-ROM)
- Growlanser Generations (EUA)(CD-ROM)
- GTC Africa(CD-ROM)
- Guilty Gear X (EUA)(CD-ROM)
- Guilty Gear X Plus(CD-ROM)
- Gunbird: Special Edition (EUR - a versão européia do jogo japonês Gunbird 1 & 2, a versão americana não existe)(CD-ROM)
  - Gunbird 1 & 2 (JAP)(CD-ROM)
- Gungriffon Blaze (EUA e EUR)(CD-ROM)
  - God of War 1 & 2 (MUNDO)
- G.I. Joe: The Rise of Cobra

## H
| Título                                   | Ano  | Desenvolvedora              | Distribuidora                                 | Gênero                   | Países                                      |
| ---------------------------------------- | ---- | --------------------------- | --------------------------------------------- | ------------------------ | ------------------------------------------- |
| Harry Potter and the Philosopher's Stone | 2001 | Electronic Arts             | EA Games                                      |                          |                                             |
| Harry Potter and the Chamber of Secrets  | 2002 | Eurocom                     | EA Games                                      | Ação, aventura, fantasia |                                             |
| Harry Potter and the Prisoner of Azkaban | 2004 | EA Games                    | EA Games                                      |                          |                                             |
| Harry Potter and the Goblet of Fire      | 2005 | EA Games                    | Electronic Arts                               | Ação-aventura            | Estados Unidos · União Europeia · Austrália |
| Harry Potter and the Order of Phoenix    | 2007 | EA Games                    | EA Games                                      | Ação-aventura            |                                             |
| Harry Potter and the Half-Blood Prince   | 2009 | EA Bright Light             | EA Games                                      | Aventura                 |                                             |
| Harry Potter: Quidditch World Cup        | 2003 | Electronic Arts             | EA Games                                      | Esporte                  |                                             |
| Harvest Moon: Save the Homeland          | 2001 | Victor Interactive Software | Natsume                                       |                          | Japão · Estados Unidos                      |
| Harvest Moon: A Wonderful Life           | 2004 | Natsume                     | Natsume Marvelous Interactive 505 Game Street |                          | Japão · Estados Unidos · União Europeia     |
| Haven: Call of the King                  |      |                             |                                               |                          |                                             |
| Headhunter                               |      |                             |                                               |                          |                                             |
| Heatseeker                               |      |                             |                                               |                          |                                             |
| Hell's Kitchen                           |      |                             |                                               |                          |                                             |

- Half-Life (EUA e EUR)(CD-ROM)
- Hard Hitter Tennis(CD-ROM)
- Hard Hitter Tennis
- Hardware: Online Arena
- Haunting Ground
- He-Man Masters of the Universe-Defender of Greyskull
- Herdy Gerdy
- Heroes of Might and Magic(CD-ROM)
- Heroes of the Pacific
- Hidden Invasion
- High School Musical: Sing It! (Disney Interactive Studios)
- Hidden Invasion(CD-ROM)
- High Heat Baseball 2002(CD-ROM)
- High Heat Baseball 2003 (EUA)(CD-ROM)
- High Heat Major League Baseball 2004(CD-ROM)
- Hitman 2
- Hitman: Blood Money
- Hitman: Contracts
- Hoihoi-san
- Homura
- Hot Shots Tennis
- Hot Shots Golf 3
- Hot Shots Golf Fore!
- Hot Wheels Beat That
- Hot Wheels World Race
- The Hulk
- Hummer Badlands
- Hunter: The Reckoning: Wayward
- The Hustle: Detroit Streets
- Hype Time Quest

## I
| Título                                    | Ano  | Desenvolvedora                              | Distribuidora                       | Gênero        | Países                                              | Mídia                              |
| ----------------------------------------- | ---- | ------------------------------------------- | ----------------------------------- | ------------- | --------------------------------------------------- | ---------------------------------- |
| Ico                                       | 2001 | Team Ico                                    | (Sony)                              | Ação-aventura | Estados Unidos · Japão · União Europeia             | EUA e Japão:CD-ROM Europa: DVD-ROM |
| I-Ninja                                   |      |                                             |                                     |               |                                                     |                                    |
| Ice Age 2: The Meltdown                   | 2006 | Vivendi Games, Eurocom, Amaze Entertainment | Vivendi Games, Sierra Entertainment |               |                                                     |                                    |
| Ice Age 3: Dawn of the Dinosaurs          |      |                                             |                                     |               |                                                     |                                    |
| IGPX                                      |      |                                             |                                     |               |                                                     |                                    |
| IHRA Drag Racing 2                        |      |                                             |                                     |               | Estados Unidos                                      | CD-ROM                             |
| IHRA Drag Racing: Sportsman Edition       |      |                                             |                                     |               |                                                     |                                    |
| Ikusagami                                 |      |                                             |                                     |               |                                                     |                                    |
| The incredible Hulk                       |      |                                             | SEGA                                |               |                                                     |                                    |
| The Incredible Hulk: Ultimate Destruction |      |                                             | Sierra                              |               |                                                     |                                    |
| The Incredibles                           |      |                                             |                                     |               |                                                     |                                    |
| The Incredibles: Rise of the Underminer   | 2005 |                                             |                                     | f             |                                                     |                                    |
| Indiana Jones and the Emperor's Tomb      | 2003 | The Collective, Inc.                        | LucasArts                           |               |                                                     |                                    |
| Indigo Prophecy                           |      |                                             |                                     |               |                                                     |                                    |
| Indy Car Series                           | 2003 |                                             | Codemasters                         |               |                                                     |                                    |
| Initial D: Special Stage                  |      | Sega                                        | Sega                                |               | Japão                                               |                                    |
| Innocent Life: A Futuristic Harvest Moon  | 2006 | ArtePiazza                                  | (Natsume)                           |               | Japão · Estados Unidos · União Europeia · Austrália |                                    |
| Intellivision Lives!                      |      |                                             |                                     |               | Estados Unidos                                      | CD-ROM                             |
| Inspector Gadget                          |      |                                             |                                     |               |                                                     |                                    |
| International CueClub                     |      |                                             |                                     |               |                                                     |                                    |
| International Golf Pro                    |      |                                             |                                     |               |                                                     |                                    |
| International Superstar Soccer            |      |                                             |                                     |               |                                                     |                                    |
| International Winter Sports 2002          |      |                                             |                                     |               |                                                     | CD-ROM                             |
| International Whopper Eating 2003         |      |                                             |                                     |               |                                                     | CD-ROM                             |
| Interview with a Made Man                 |      |                                             |                                     |               |                                                     |                                    |
| In the Groove                             |      |                                             | Red Octane                          |               |                                                     |                                    |
| InuYasha: Feudal Combat                   |      |                                             | (Bandai)                            |               |                                                     |                                    |
| InuYasha: The Secret of the Cursed Mask   |      |                                             | Bandai                              |               |                                                     |                                    |
| Iron Man                                  | 2008 | SEGA                                        | Artificial Mind and Movement        |               |                                                     |                                    |
| The Italian Job                           |      |                                             |                                     |               |                                                     |                                    |

## J
| Título                           | Ano  | Desenvolvedora    | Distribuidora                  | Gênero         | Países         | Mídia  |
| -------------------------------- | ---- | ----------------- | ------------------------------ | -------------- | -------------- | ------ |
| J-League Winning Eleven 5        |      |                   |                                |                |                |        |
| J-League Winning Eleven 6        | 2002 | Konami            | Konami                         |                | Japão          |        |
| Jackass: The Game                | 2007 | Sidhe Interactive | Red Mile Entertainment         |                |                |        |
| Jackie Chan Adventures           | 2005 | Atomic Planet     | Hip Interactive, SCEI          |                |                |        |
| Jacked                           |      |                   |                                |                |                |        |
| Jeremy Mcgrath Supercross World  |      |                   |                                |                | Estados Unidos | CD-ROM |
| Jet Ion GP                       |      |                   |                                |                | Estados Unidos |        |
| Jonny Mosely Mad Trix            |      |                   |                                |                | Estados Unidos | CD-ROM |
| Judge Dredd: Dredd Versus Death  | 2005 | Rebellion         | Evolved Games                  |                |                |        |
| Juiced                           | 2005 | Juice Games       | THQ                            |                |                |        |
| Juiced 2                         | 2007 | Juice Games       | THQ                            |                |                |        |
| Jungle Book: Rhythm N'Groove     |      |                   |                                |                |                |        |
| Jurassic Park: Operation Genesis | 2003 | Blue Tongue       | Universal Interactive, Konami  |                |                |        |
| Just Cause                       | 2006 | Avalanche Studios | Square Enix, Eidos Interactive | Ação, Aventura |                | DVD-R  |

- Jade Cocoon 2
- Jak and Daxter: The Precursor Legacy (Sony)
- Jak II (Sony)
- Jak 3: Outcast (Sony)
- Jak X: Combat Racing (Sony)
- James Bond 007: Agent Under Fire (EA)
- James Bond 007: Everything or Nothing (EA)
- James Bond 007: From Russia with Love (EA)
- James Bond 007: Nightfire (EA)
- James Cameron's Dark Angel
- Jaws Unleashed
- Jeopardy!
- Jeremy McGrath Supercross World
- Jet GO! 2
- Jet Ion GP
- Jet Li: Rise to Honor
- Jet X20
- Jikkyou World Soccer 2000
- Jikkyou World Soccer 2001
- Jimmy Neutron Boy Genius
- Jimmy Neutron: Jet Fusion
- Jonny Moseley Mad Trix
- Jurassic: The Hunted

## K
| Título                                                       | Ano  | Desenvolvedora | Distribuidora | Gênero | Países               | Mídia |
| ------------------------------------------------------------ | ---- | -------------- | ------------- | ------ | -------------------- | ----- |
| Kaido Racer                                                  |      |                |               |        |                      |       |
| Kanon                                                        |      |                | (Key)         |        |                      |       |
| Karaoke Revolution                                           |      |                | Konami        |        |                      |       |
| Karaoke Revolution Volume 2                                  |      |                | Konami        |        |                      |       |
| Karaoke Revolution Volume 3                                  |      |                | Konami        |        |                      |       |
| Karaoke Revolution Party                                     |      |                | Konami        |        |                      |       |
| Katamari Damacy                                              |      |                | Namco         |        |                      |       |
| King of Fighters 94 Re-bout - Original e Remake              |      |                | SNK Playmore  |        |                      |       |
| *King of Fighters 98                                         |      |                | SNK Playmore  |        |                      |       |
| King of Fighters 2000/2001                                   |      |                | SNK Playmore  |        |                      |       |
| King of Fighters 2002/2003                                   |      |                | SNK Playmore  |        |                      |       |
| King of Fighters 2006                                        |      |                | SNK Playmore  |        |                      |       |
| King of Fighters Collection Orochi - 3 em 1 (KOF95, 96 e 97) |      |                | SNK Playmore  |        |                      |       |
| King of Fighters Maximum Impact                              |      |                | SNK Playmore  |        |                      |       |
| King of Fighters NeoWave                                     |      |                | SNK Playmore  |        |                      |       |
| King of Fighters XI                                          |      |                | SNK Playmore  |        |                      |       |
| Kingdom Hearts                                               | 2002 | Squaresoft     | Squaresoft    | RPG    | Japão Estados Unidos |       |

- Kamiwza
- Kao the Kangaroo Round 2
- Kelly Slater's Pro Surfer (Activision)
- Keroro Gunso: Meromero Battle Royal Z (Bandai)
- Kessen (Koei)
- Kessen II (Koei)
- Kessen III (Koei)
- Killer7
- Kill.Switch (Namco)
- Killzone (Sony)
- King Arthur (Konami)
- Kingdom Hearts (Square Enix)
- Kingdom Hearts Final Mix (Square Enix]
- Kingdom Hearts II (Square Enix)
- Kingdom Hearts II Final Mix+ (Square Enix]
- Kingdom Hearts Re: Chain of memories (Square Enix)
- Kingdom Hearts : Chain of memories - Remake (Square Enix)
- King's Field: The Ancient City
- Klonoa 2: Lunatea's Veil
- Knockout Kings 2001
- Knockout Kings 2002
- Knockout Kings 2003
- Kuon
- Kung Fu Panda
- Kuri Kuri Mix
- Kya: Dark Lineage
- Kabus 22
- Kengo: Master of Bushido (EUA)(CD-ROM)
- King of Fighters 2002 (EUA)(CD-ROM)
- King's Field: The Ancient City(CD-ROM)
- Knight Rider 2(CD-ROM)
- Knockout Kings 2001(CD-ROM)
- Knockout Kings 2002(CD-ROM)
- King Kong (DVD-ROM)

## L
| Título                                      | Ano  | Desenvolvedora    | Distribuidora     | Gênero          | Países      | Mídia    |
| ------------------------------------------- | ---- | ----------------- | ----------------- | --------------- | ----------- | -------- |
| L.A. Rush                                   |      |                   |                   |                 |             |          |
| La Pucelle: Tactics                         |      |                   | (Nippon Ichi)     |                 | (EUR e JAP) | (CD-ROM) |
| Lake Masters EX                             |      |                   |                   |                 |             | (CD-ROM) |
| LarryBoy and the Bad Apple                  |      |                   |                   |                 |             |          |
| The Last Job                                |      |                   |                   |                 |             |          |
| Le Mans 24 Hours                            |      |                   |                   |                 | (EUA)       | (CD-ROM) |
| Legacy of Kain: Defiance                    |      |                   |                   |                 |             |          |
| Legaia 2: Duel Saga                         |      |                   |                   |                 |             |          |
| Legend of Alon D'Ar, The                    |      | (Ubisoft)         |                   |                 | (EUA)       | (CD-ROM) |
| Legend of Kay                               |      | Capcom            |                   |                 |             |          |
| Legend of the Dragon                        |      | The Game Factory  |                   |                 |             |          |
| Legend of Spyro: A New Beginning            |      |                   |                   |                 |             |          |
| Legend of spyro: the eternal night          |      |                   |                   |                 |             |          |
| Legends of Wrestling                        |      |                   |                   |                 |             |          |
| Legends of Wrestling II                     |      |                   |                   |                 |             |          |
| Lego Batman                                 | 2008 | Traveller´s Tales | Warner Bros.      | Ação - Aventura | [ONG]       | DVD-R    |
| Lego Star Wars: The Video Game              |      |                   | Eidos Interactive |                 |             |          |
| Lego Star Wars II: The Original Trilogy     |      |                   | (LucasArts)       |                 |             |          |
| Lego Indiana Jones: The Original Adventures |      |                   | (LucasArts)       |                 |             |          |

- Leisure Suit Larry: Magna Cum Laude
- Lethal Skies Elite Pilot: Team SW
- Let's Ride: Silver Bucket Stables
- Lifeline
- LMA Manager 2002 (Codemasters)
- LMA Manager 2003 (Codemasters)
- LMA Manager 2004 (Codemasters)
- LMA Manager 2005 (Codemasters)
- LMA Manager 2006 (Codemasters)
- London Racer 2
- London Racer World Challenge
- Looney Tunes: Back in Action
- The Lord of the Rings: Aragorns Quest
- The Lord of the Rings: The Fellowship of the Ring
- The Lord of the Rings: The Two Towers
- The Lord of the Rings: The Return of the King
- The Lord of the Rings: The Third Age
- Lowrider
- Lumines Plus
- Lupin the 3rd: Treasure of the Sorcerer King (Bandai)
- Legends of Wrestling (EUA)(CD-ROM)
- Lego Racers 2 (CD-ROM)
- Lego Soccer Mania(CD-ROM)
- Lego Star Wars: The Video Game (EUA e EUR)(CD-ROM)
- Lego Indiana Jones
- Looney Tunes Space Race(CD-ROM)
- Lotus Challenge(CD-ROM)

## M
| Título                              | Ano  | Desenvolvedora     | Distribuidora | Gênero                             | Países                                                  | Mídia |
| ----------------------------------- | ---- | ------------------ | ------------- | ---------------------------------- | ------------------------------------------------------- | ----- |
| Madagascar                          | 2005 | Toys for Bob       | Activision    | Jogo eletrônico de ação e aventura |                                                         |       |
| Madagascar: Escape 2 Africa         | 2008 | Toys for Bob       | Activision    | Jogo eletrônico de ação e aventura |                                                         |       |
| Madden NFL 2001                     |      |                    | EA Sports     |                                    |                                                         |       |
| Madden NFL 2002                     |      |                    | EA Sports     |                                    |                                                         |       |
| Madden NFL 2003                     |      |                    | EA Sports     |                                    |                                                         |       |
| Metal Gear Solid 2: Sons of Liberty | 2001 | KCEJ               | Konami        |                                    | Estados Unidos · Japão · União Europeia · Coreia do Sul |       |
| Metal Gear Solid 2: Substance       | 2003 | KCEJ               | Konami        |                                    |                                                         |       |
| Metal Gear Solid 3: Snake Eater     | 2004 | KCEJ               | Konami        |                                    |                                                         |       |
| Metal Gear Solid 3: Subsistence     | 2006 | Kojima Productions | Konami        |                                    |                                                         |       |
| Mortal Kombat: Armageddon           |      |                    |               | Luta, Aventura                     |                                                         |       |
| Mortal Kombat: Deadly Alliance      |      |                    |               |                                    |                                                         |       |
| Mortal Kombat: Deception            |      |                    |               |                                    |                                                         |       |
| Mortal Kombat: anthology            |      |                    |               |                                    |                                                         |       |
| Mortal Kombat: Shaolin Monks        |      |                    |               | Luta, Aventura                     |                                                         |       |
| Manhunt 2                           | 2008 | Rockstar Games     |               |                                    |                                                         |       |

- Mace Griffin: Bounty Hunter
- Mad Maestro (Eidos)
- Madden NFL 2004 (EA Sports)
- Madden NFL 2005 (EA Sports)
- Madden NFL 06 (EA Sports)
- Madden NFL 07 (EA Sports)
- Madden NFL 08 (EA Sports)
- Madden NFL 09 (EA Sports)
- Madden NFL 10 (EA Sports)
- Madden NFL 11 (EA Sports)
- Mafia
- Magic Pengel: The Quest For Color (AGETEC)
- Magister Negi Magi
- Magna Carta: Tears of Blood (Atlus)
- Mahou Sensei Negima! 2-Jikanme
- Mai-Hime: The Another
- Major League Baseball 2K5
- Major League Baseball 2K5: World Series Edition
- Major League Baseball 2K6
- Makai Kingdom: Chronicles Of The Sacred Tome (Nippon Ichi)
- Maken Shao
- Malice
- Manchester United Club Football 2005
- Manhunt (Rockstar Games)
- M
- Mar Heaven: Arm Fight
- Marc Ecko's Getting Up: Contents Under Pressure (Atari)
- Mark Davis Pro Bass Challenge
- The Mark of Kri(SCEA)
- Marvel Nemesis: Rise of the Imperfects (Electronic Arts)
- Marvel: Ultimate Alliance (Activision)
- Marvel Vs. Capcom 2 Capcom europe
- Mashed
- Mashed: Drive To Survive
- Mashed Fully Loaded
- Mat Hoffman's Pro BMX 2
- Marvel vs. Capcom 2
- Mary-Kate And Ashley: Sweet 16
- The Matrix: Path of Neo (Shiny Entertainment)
- Max Payne (Rockstar Games)
- Max Payne 2: The Fall of Max Payne (Rockstar Games)
- Maximo vs. Army of Zin (Capcom)
- Maximo: Ghosts to Glory (Capcom)
- McFarlane's Evil Prophecy
- MDK2 Armageddon
- Medal of Honor: European Assault (EA)
- Medal of Honor: Frontline (EA)
- Medal of Honor: Rising Sun (EA)
- Medal of Honor: Vanguard (EA)
- Meet The Robinsons
- Mega Man Anniversary Collection (Capcom)
- Mega Man X Collection (Capcom)
- Mega Man X Command Mission (Capcom)
- Mega Man X7 (Capcom)
- Mega Man X8 (Capcom)
- Mega Race 3: Nanotech Disaster (cryo)
- Melty Blood: Act Cadenza (exclusivo para o Japão) (Type Moon)
- Melty Blood: Actress Again (exclusivo para o Japão) (Type Moon)
- Men in Black: Alien Escape
- Mercedes-Benz World Racing
- Mercenaries: Playground of Destruction (LucasArts)
- Mercenaries 2: World in Flames (Pandemic)
- Metal Arms: Glitch in the System
- Metal Slug 3
- Metal Slug 4
- Metal Slug 4 And 5
- Metal Slug 6
- Metal Saga
- Metropolismania
- Miami Vice
- Micro Machines V4
- Midnight Club Street Racing (Rockstar Games)
- Midnight Club 2 (Rockstar Games)
- Midnight Club 3: DUB Edition (Rockstar Games)
- Midnight Club 3: DUB Edition Remix (Rockstar Games)
- Midway Arcade Treasures (Midway Games)
- Midway Arcade Treasures 2 (Midway Games)
- Midway Arcade Treasures 3(Midway Games)
- Mike Tyson Heavyweight Boxing
- Minna Daisuki Katamari Damacy
- Minna no Golf 4
- Mission Impossible: Operation Surma
- Mister Mosquito
- MLB 2004
- MLB 2005
- MLB 2006
- MLB '06: The Show
- MLB 08: The Show
- MLB SlugFest 2003
- MLB SlugFest 2004
- MLB SlugFest 2006
- MLB SlugFest: Loaded
- Mobile Light Force 2 (Shikigami no Shiro in Japan)
- Mobile Suit Gundam Seed: Never Ending Tomorrow(Bandai)
- Mobile Suit Gundam Seed Destiny: Generation Of C.E. (Bandai)
- Mobile Suit Gundam: AEUG VS TITAN (exclusivo para o Japão) (Bandai)
- Mobile Suit Gundam: Climax U.C. (exclusivo para o Japão) (Bandai)
- Mobile Suit Gundam: Encounters in Space (Bandai)
- Mobile Suit Gundam: Journey to Jaburo (Bandai)
- Mobile Suit Gundam: The One Year War (exclusivo para o Japão) (Bandai)
- Mobile Suit Gundam: Gundam VS Zeta Gundam (Bandai)
- Mobile Suit Gundam: Zeonic Front (Bandai)
- Mobile Suit Gundam SEED: Never Ending Tomorrow
- Moderngroove: Ministry of Sound Edition
- Mojib-Ribbon
- Mojo!
- Monopoly Party
- Monster 4x4: Masters Of Metal
- Monster house
- Monster Hunter
- Monster Hunter G
- Monster Jam Maximum Destruction
- Monster Rancher 3
- Monster Rancher 4
- Monster Rancher EVO (Monster Rancher 5: Circus Caravan in Japan)
- Monsters, Inc. Scare Island
- Motocross Mania 3
- MotoGP
- MotoGP 2
- MotoGP 3
- MotoGP 4
- Motor Mayhem
- Mr Golf
- MS Saga: A New Dawn
- MTV's Celebrity Deathmatch
- MTV Music Generator 2
- MTV Music Generator 3: This Is The Remix
- MTX: Mototrax
- Mummy Returns, The
- Muppets Party Cruise
- Musashi: Samurai Legend (Square Enix)
- Music 3000
- Music Maker
- Mustang The Legend Lives
- MVP Baseball 2003 (EA Sports)
- MVP Baseball 2004 (EA Sports)
- MVP Baseball 2005 (EA Sports)
- MVP 06 NCAA Baseball (EA Sports)
- MX 2002 Featuring Ricky Carmichael
- MX Super Fly
- MX Unleashed
- MX vs. ATV Unleashed
- MX World Tour
- MXRider
- My Street (Sony)
- Myst III: Exile
- Mystic Heroes
- Marcos Vinícius e Lara Trepano(CD-ROM)
- Mad Maestro!(CD-ROM)
- Madden 2001 (EUA)(CD-ROM)
- Madden 2002 (EUA)(CD-ROM)
- Mark Davis Pro Bass Fishing (EUA)(CD-ROM)
- Marvel vs. Capcom 2(CD-ROM)
- Mashed(CD-ROM)
- Mashed: Fully Loaded(CD-ROM)
- Makai Kingdom: Chronicles of the Sacred Tome (EUR)(CD-ROM)
- Maximo: Ghosts To Glory (EUA)(CD-ROM)
- Maze Action(CD-ROM)
- MDK 2: Armageddon (EUA)(CD-ROM)
- Metropolismania(CD-ROM)
- Micro Machines V4 (US,EU)(CD-ROM)
- Midnight Club Street Racing (EUA)(CD-ROM)
- Mister Mosquito (EUR - a vesão japonesa é chamada de Ka, a versão americana é chamada de Mr. Moskeeto)(CD-ROM)
- MLB 2002(CD-ROM)
- Mobile Light Force 2 (EUA - versão americana do jogo japonês Shikigami no Shiro (Castelo Shikigami))(CD-ROM)
- Mobile Light Force (a parte 1 seria chamada de Gunbird, a parte 1 foi lançada no PSX)(CD-ROM)
- Mojib Ribbon(CD-ROM)
- Mojo! (EUA)(CD-ROM)
- Monopoly Party (EUA)(CD-ROM)
- Monster Jam Maximum Destruction (EUA)(CD-ROM)
- Monster vs Aliens (EUA) (CD-ROM)
- Moto GP(CD-ROM)
- Moto GP 2 (EUA)(CD-ROM)
- MTV Music Generator 2(CD-ROM)
- Music Maker(CD-ROM)
- Mx 2002(CD-ROM)
- MX World Tour(CD-ROM)
- MX Vs Atv Untamed(DVD-ROM)

## N
| Título                                                          | Ano  | Desenvolvedora        | Distribuidora         | Gênero            | Países                   | Mídia    |
| --------------------------------------------------------------- | ---- | --------------------- | --------------------- | ----------------- | ------------------------ | -------- |
| Namco Museum                                                    |      |                       |                       |                   |                          |          |
| Namco Museum 50th Anniversary Arcade Collection                 |      |                       |                       |                   |                          |          |
| Nano Breaker                                                    |      |                       |                       |                   |                          |          |
| NARC                                                            |      |                       |                       |                   |                          |          |
| Naruto Konoha Spirits                                           |      |                       |                       |                   | (exclusivo para o Japão) |          |
| Naruto: Narutimate Hero                                         |      |                       | (Cyberconnect2)       |                   |                          |          |
| Naruto: Narutimate Hero 2                                       |      |                       | (Cyberconnect2)       |                   |                          |          |
| Naruto Narutimate Hero 3(Naruto Ultimate Ninja 3)               |      |                       | (Cyberconnect2)       |                   |                          |          |
| Naruto Shippuuden: Narutimate Accel(Naruto: Ultimate Ninja 4)   |      |                       |                       |                   |                          |          |
| Naruto Shippuuden: Narutimate Accel 2(Naruto: Ultimate Ninja 5) |      |                       |                       |                   |                          |          |
| Naruto: Uzumaki Chronicles                                      |      |                       | Bandai Namco          |                   |                          |          |
| Naruto: Uzumaki Chronicles 2                                    |      |                       | Bandai Namco          |                   |                          |          |
| Naruto Uzumaki Ninden                                           |      |                       |                       |                   | (exclusivo para o Japão) |          |
| Naruto Shippuuden Ultimate Ninja 6                              |      |                       | Bandai Namco          |                   |                          |          |
| NASCAR: Dirt to Daytona                                         |      |                       | Infogrames            |                   |                          |          |
| NASCAR 2001                                                     | 2000 | EA Sports             | EA Sports             | Corrida           | [ EUA E CANE ]           | CD-ROM   |
| NASCAR Heat 2002                                                | 2001 | Monster Games         | Infogrames            | Corrida           |                          |          |
| NASCAR Thunder 2002                                             | 2001 | EA Tiburon            | EA Sports             | corrida           |                          | DVD-ROM  |
| NASCAR Thunder 2003                                             |      |                       | EA Sports             |                   |                          |          |
| NASCAR Thunder 2004                                             |      |                       | EA Sports             |                   |                          |          |
| NASCAR 2005: Chase for the Cup                                  |      |                       | EA Sports             |                   |                          |          |
| NASCAR 06: Total Team Control                                   |      |                       | EA Sports             |                   |                          |          |
| NASCAR 07                                                       |      |                       | EA Sports             |                   |                          |          |
| NASCAR 08                                                       |      |                       | EA Sports             |                   |                          |          |
| NASCAR 09                                                       |      |                       | EA Sports             |                   |                          |          |
| Naval Ops: Commander                                            |      |                       |                       |                   |                          |          |
| Naval Ops: Warship Gunner                                       |      |                       |                       |                   |                          |          |
| Naval Ops: Warship Gunner 2                                     |      |                       |                       |                   |                          |          |
| NBA 06                                                          |      |                       |                       |                   |                          |          |
| NBA 07                                                          |      |                       |                       |                   |                          |          |
| NBA 2K2                                                         |      |                       |                       |                   |                          |          |
| NBA 2K3                                                         |      |                       |                       |                   |                          |          |
| NBA 2K6                                                         |      |                       |                       |                   |                          |          |
| NBA 2K7                                                         |      |                       |                       |                   |                          |          |
| NBA 2K8                                                         |      |                       |                       |                   |                          |          |
| NBA 2K9                                                         |      |                       |                       |                   |                          |          |
| NBA 2K10                                                        |      |                       |                       |                   |                          |          |
| NBA 2K11                                                        |      |                       |                       |                   |                          |          |
| NBA Hoopz                                                       |      |                       |                       |                   |                          | (CD-ROM) |
| NBA Live 2001                                                   |      |                       |                       |                   |                          | (CD-ROM) |
| NBA Live 2002                                                   |      |                       |                       |                   |                          | (CD-ROM) |
| NBA Live 2003                                                   |      |                       |                       |                   |                          |          |
| NBA Live 2004                                                   |      |                       |                       |                   |                          |          |
| NBA Live 2005                                                   |      |                       |                       |                   |                          |          |
| NBA Live 06                                                     |      |                       |                       |                   |                          |          |
| NBA Live 07                                                     |      |                       |                       |                   |                          |          |
| NBA Live 08                                                     |      |                       |                       |                   |                          |          |
| NBA Live 09                                                     |      |                       |                       |                   |                          | (CD-ROM) |
| NBA Starting Five                                               |      |                       |                       |                   | (EUA)                    | (CD-ROM) |
| NBA Street                                                      |      |                       |                       |                   | (EUA)                    | (CD-ROM) |
| NBA Street Vol. 2                                               |      |                       |                       |                   |                          |          |
| NBA Street V3                                                   |      |                       |                       |                   |                          |          |
| Need for Speed: Carbon                                          | 2006 |                       | EA                    |                   |                          |          |
| Need For Speed: Hot Pursuit 2                                   | 2002 |                       | EA                    |                   |                          |          |
| Need for Speed: Most Wanted                                     | 2005 |                       | EA                    |                   |                          |          |
| Need for Speed: Most Wanted Black Edition                       |      |                       | EA                    |                   |                          |          |
| Need for Speed: ProStreet                                       | 2007 |                       | EA                    |                   |                          |          |
| Need for Speed: Undercover                                      | 2008 |                       | EA                    |                   |                          |          |
| Need for Speed: Underground                                     | 2003 | EA Canadá             | EA                    | Corrida           |                          |          |
| Need for Speed: Underground 2                                   | 2004 | EA Canadá             | EA                    | Corrida           |                          |          |
| NFL Head Coach                                                  | 2006 | EA Tiburon            | EA Sports             | Futebol Americano |                          |          |
| NFL Quarterback Club 2002                                       | 2001 | Acclaim Entertainment | Acclaim Entertainment |                   |                          |          |
| NFL Street                                                      | 2004 | EA Tiburon            | EA Sports             | Futebol Americano |                          |          |
| NFL Street 2                                                    | 2004 | EA Tiburon            | EA Sports             | Futebol Americano |                          |          |
| NFL Street 3                                                    | 2006 | EA Tiburon            | EA Sports             | Futebol Americano |                          |          |

- NBA Ballers
- NBA Ballers Phenom
- NBA Hoopz
- NBA Jam
- NBA Shootout 2001
- NBA Shootout 2003
- NBA Shootout 2004
- NBA Starting Five
- NCAA College Basketball 2K3
- NCAA College Football 2K3
- NCAA Final Four 2001
- NCAA Final Four 2002
- NCAA Final Four 2003
- NCAA Final Four 2004
- NCAA Football 2002
- NCAA Football 2003
- NCAA Football 2004
- NCAA Football 2005
- NCAA Football 06
- NCAA Football 07
- NCAA Football 08
- NCAA Football 09
- NCAA Football 10
- NCAA Football 11
- NCAA Gamebreaker 2001
- NCAA Gamebreaker 2003
- NCAA Gamebreaker 2004
- NCAA March Madness 2002
- NCAA March Madness 2003
- NCAA March Madness 2004
- NCAA March Madness 2005
- NCAA March Madness 06
- Newcastle United Club Football 2005
- Neo Contra (Konami)
- Neopets: The Darkest Faerie
- Next Generation Tennis (exclusivo para a Europa)
- Next Generation Tennis 2003 (exclusivo para a Europa)
- NFL 2K2
- NFL 2K3
- NFL Blitz 20-02
- NFL Blitz 20-03
- NFL Blitz Pro
- NFL GameDay 2001
- NFL GameDay 2002
- NFL GameDay 2003
- NFL GameDay 2004
- NHL 2001
- NHL 2002
- NHL 2003
- NHL 2004
- NHL 2005
- NHL 06
- NHL 07
- NHL 08
- NHL 09
- NHL 2K3
- NHL 2K6
- NHL 2K7
- NHL 2K8
- NHL 2K9
- NHL FaceOff 2001
- NHL FaceOff 2003
- NHL Hitz 20-02
- NHL Hitz 20-03
- NHL Hitz Pro
- NHRA Championship Drag Racing
- Nicktoons Movin' (THQ)
- Nicktoons Unite! (THQ)
- Nightshade (Sega)
- Ninja Assault
- Nicktoons:Attack of the Toybots
- Nicktoons:battle for volcano island
- Noble racing (midas)
- NRA Gun Club
- NTRA Breeders' Cup World Thoroughbred Championships
- Namco Museum (EUA - não confundir com Namco Museum: 50th Anniversary que é em DVD-ROM)(CD-ROM)
- NASCAR 2001 (EUA)(CD-ROM)v
- Nascar Thunder 2002(CD-ROM)
- National Hockey Night(CD-ROM)
- New York Racer(CD-ROM)
- Next Generation Tennis(CD-ROM)
- NCAA Football 2002 (EUA)(CD-ROM)
- NHL 2001(CD-ROM)
- NHL 2002(CD-ROM)
- Ninja Assault(CD-ROM)

## O
| Título                                   | Ano  | Desenvolvedora | Distribuidora            | Gênero          | Países                                                      | Mídia  |
| ---------------------------------------- | ---- | -------------- | ------------------------ | --------------- | ----------------------------------------------------------- | ------ |
| Obscure                                  | 2004 | Hydravision    | DreamCatcher Interactive | Survival horror |                                                             |        |
| Obscure 2                                |      |                |                          |                 |                                                             |        |
| The Official Game: World Series of Poker |      |                |                          |                 |                                                             |        |
| Odin Sphere                              |      | (ATLUS)        |                          |                 |                                                             |        |
| Okage: Shadow King                       |      |                |                          |                 | Estados Unidos                                              | CD-ROM |
| One Piece Grand Adventure                | 2006 | Ganbarion      | Namco Bandai Games       | Luta            | União Europeia · Estados Unidos · Coreia do Sul · Austrália |        |
| One Piece Grand Battle                   | 2005 | Ganbarion      | Bandai                   | Luta            |                                                             |        |
| One Piece Grand Battle 3                 | 2003 | Ganbarion      | Bandai                   | Luta            |                                                             |        |
| One Piece: Pirates Carnival              |      | h.a.n.d. Inc.  | Namco Bandai Games       | Luta            |                                                             |        |
| One Piece: Round the Land                |      |                |                          |                 |                                                             |        |
| Oni                                      |      |                | Bungie                   |                 | Estados Unidos                                              | CD-ROM |
| Onimusha: Warlords                       |      |                |                          | Capcom          |                                                             |        |
| Onimusha 2: Samurai's Destiny            |      |                | Capcom                   |                 |                                                             |        |
| Onimusha 3: Demon Siege                  |      |                | Capcom                   |                 |                                                             |        |
| Onimusha Blade Warriors                  |      |                | Capcom                   |                 |                                                             |        |
| Onimusha: Dawn of Dreams                 |      |                | Capcom                   |                 |                                                             |        |

- Ōkami
- Open Season
- The Operative: No One Lives Forever (Monolith)
- Orphen: Scion of Sorcery
- Outlaw Golf
- Outlaw Golf 2
- Outlaw Tennis
- Outlaw Volleyball Remixed
- OutRun 2006: Coast 2 Coast
- Over the Hedge

## P
| Título                                               | Ano  | Desenvolvedora                      | Distribuidora        | Gênero                | Países                   | Mídia  |
| ---------------------------------------------------- | ---- | ----------------------------------- | -------------------- | --------------------- | ------------------------ | ------ |
| Pac-Man Fever                                        |      |                                     | Namco                |                       |                          | CD-ROM |
| Pac-Man World Rally                                  |      |                                     | Namco                |                       |                          |        |
| Pac-Man World 2                                      |      |                                     | Namco                |                       |                          |        |
| Pac-Man World 3                                      |      |                                     | Namco                |                       |                          |        |
| PaRappa the Rapper 2                                 |      |                                     | Sony                 |                       |                          |        |
| Paris Dakar Rally                                    |      |                                     |                      |                       |                          |        |
| Paris Dakar Rally 2                                  |      |                                     |                      |                       |                          |        |
| Perfect Ace Pro Tournament Tennis                    |      |                                     |                      |                       |                          |        |
| Persona 3                                            |      |                                     | ATLUS                |                       |                          |        |
| Persona 3 FES                                        |      |                                     | ATLUS                |                       |                          |        |
| Persona 4                                            |      |                                     | ATLUS                |                       |                          |        |
| Peter Jackson's King Kong                            |      |                                     | (Ubisoft)            |                       |                          |        |
| Phantasy Star Universe                               |      |                                     | Sega                 | RPG                   |                          |        |
| Phantom Brave                                        |      |                                     | Nippon Ichi          |                       | União Europeia · Japão   | CD-ROM |
| Phantom Crash 2050                                   |      |                                     |                      |                       |                          |        |
| Pinball Fun                                          |      |                                     |                      |                       | União Europeia           | CD-ROM |
| Pinball Hall Of Fame: The Gottlieb Collection        |      |                                     |                      |                       |                          | CD-ROM |
| Pinball X3                                           |      |                                     |                      |                       |                          | CD-ROM |
| Pirates: Legend of the Black Buccaneer               |      |                                     |                      |                       |                          |        |
| Pirates of the Caribbean: At worlds End              |      |                                     |                      |                       |                          |        |
| Pirates of the Caribbean: The Legend of Jack Sparrow |      |                                     |                      |                       |                          |        |
| Pitfall Harry                                        |      |                                     |                      |                       |                          |        |
| Playboy: The Mansion                                 |      |                                     |                      |                       |                          |        |
| Pool Paradise                                        |      |                                     |                      |                       |                          |        |
| Pool Paradise: International Edition                 |      |                                     |                      |                       |                          |        |
| Pool Shark 2                                         |      |                                     |                      |                       |                          |        |
| Pop'n Music                                          |      | Konami                              | Konami               |                       | Japão                    |        |
| Pop'n Music 7                                        |      | Konami                              | Konami               |                       | Japão                    |        |
| Pop'n Music 8                                        | 2003 | Konami                              | Konami               |                       | Japão                    |        |
| Pop'n Music 9                                        | 2004 | Konami                              | Konami               |                       | Japão                    |        |
| Pop'n Music 10                                       | 2004 | Konami                              | Konami               |                       | Japão                    |        |
| Pop'n Music 11                                       | 2005 | Konami                              | Konami               |                       | Japão                    |        |
| Pop'n Music 12 Iroha                                 | 2006 | Konami Digital Entertainment        | Konami               |                       | Japão                    |        |
| Pop'n Music: Best Hits                               | 2003 | Konami                              | Konami               |                       | Japão                    |        |
| Power Rangers: Dino Thunder                          |      |                                     |                      |                       | Estados Unidos           | CD-ROM |
| Power Rangers: Super Legends                         |      |                                     |                      |                       |                          |        |
| Powerpuff Girls: Relish Rampage                      |      |                                     |                      |                       |                          |        |
| Predator: Concrete Jungle                            |      |                                     |                      |                       |                          |        |
| Premier Manager 2005/2006                            |      |                                     |                      |                       |                          |        |
| Premier Manager 2006-2007                            |      |                                     |                      |                       |                          |        |
| Pride FC                                             |      |                                     |                      |                       |                          |        |
| Primal                                               |      |                                     |                      |                       |                          |        |
| Prince of Persia: The Sands of Time                  | 2003 | Ubisoft Montreal                    | UbiSoft              |                       |                          |        |
| Prince of Persia: The Two Thrones                    | 2005 | Ubisoft Montreal                    | UbiSoft              |                       |                          |        |
| Prince of Persia: Warrior Within                     | 2004 |                                     | UbiSoft              |                       |                          |        |
| Prisoner of War                                      | 2002 | Wide Games                          | Codemasters          | Aventura, furtividade |                          |        |
| Pro Beach Soccer                                     |      |                                     | (Wanadoo)            |                       |                          |        |
| Pro Evolution Soccer Management                      |      |                                     | Konami               |                       |                          |        |
| Pro Evolution Soccer                                 |      |                                     | Konami               | Futebol               |                          |        |
| Pro Evolution Soccer 3                               | 2004 | Konami Computer Entertainment Tokyo | Konami               | Futebol               |                          |        |
| Pro Evolution Soccer 4                               |      | Konami Computer Entertainment Tokyo | Konami               | Futebol               |                          |        |
| Pro Evolution Soccer 5                               | 2005 | Konami                              | Konami               | Futebol               |                          |        |
| Pro Evolution Soccer 6                               | 2006 | Konami                              | Konami               | Futebol               |                          |        |
| Pro Evolution Soccer 2008                            |      |                                     | Konami               | Futebol               |                          |        |
| Pro Evolution Soccer 2009                            |      |                                     | Konami               | Futebol               |                          |        |
| Pro Evolution Soccer 2010                            |      |                                     | Konami               | Futebol               |                          |        |
| Pro Evolution Soccer 2011                            |      |                                     | Konami               | Futebol               |                          |        |
| Pro Evolution Soccer 2012                            |      |                                     | Konami               | Futebol               |                          |        |
| Pro Evolution Soccer 2013                            |      |                                     | Konami               | Futebol               |                          |        |
| Pro Evolution Soccer 2014                            |      |                                     | Konami               | Futebol               |                          |        |
| Project Altered Beast                                |      |                                     |                      |                       |                          |        |
| Project Arms                                         |      |                                     |                      |                       |                          | CD-ROM |
| Project: Snowblind                                   |      |                                     |                      |                       |                          |        |
| Project Zero                                         |      |                                     |                      |                       |                          |        |
| Pro Rally 2002                                       |      |                                     |                      |                       |                          |        |
| Psi-Ops: The Mindgate Conspiracy                     |      |                                     |                      |                       |                          |        |
| Psychonauts                                          |      |                                     |                      |                       |                          |        |
| Psyvariar Complete Edition                           |      |                                     |                      |                       |                          | CD-ROM |
| Psyvariar 2: Ultimate Final                          |      |                                     |                      |                       | Japão                    |        |
| Pump It Up                                           |      |                                     |                      |                       |                          |        |
| Putt Nutz                                            |      |                                     | Black Mountain Games |                       |                          |        |
| Puyo Pop Fever                                       |      |                                     | Sega                 |                       |                          |        |
| Puyo Puyo Fever                                      |      |                                     | Sega                 |                       | (exclusivo para o Japão) |        |
| Puyo Puyo Fever2                                     |      |                                     | Sega                 |                       | (exclusivo para o Japão) |        |
| Puzzle Quest                                         |      |                                     |                      |                       |                          |        |
| Puzzle Challenge: Crosswords and More!               |      |                                     |                      |                       |                          | CD-ROM |

- Procurando Nemo

P.T.O. IV: Pacific Theater of Operations(CD-ROM)
- Perfect Striker 4 J. League(CD-ROM)
- Ping Pong(CD-ROM)
- Portal Runner
- ProStroke Golf- World Tour 2007
- Pro Evolution Soccer (a versão européia é uma derivação de Winning Eleven 5)(CD-ROM)

## Q
| Título                  | Ano  | Desenvolvedora       | Distribuidora             | Gênero     | Países                                              | Mídia  |
| ----------------------- | ---- | -------------------- | ------------------------- | ---------- | --------------------------------------------------- | ------ |
| Q-Ball Billiards Master | 2000 | ASK                  | Take-Two Interactive, ASK |            | Estados Unidos · União Europeia · Japão             | CD-ROM |
| Quake III: Revolution   | 2001 | Bullfrog Productions | Electronic Arts           | Ação, Tiro | Estados Unidos · União Europeia · Japão             | CD-ROM |
| Quantum of Solace       | 2008 | Treyarch             | Activision, Square Enix   | Ação, Tiro | Estados Unidos · União Europeia · Japão · Austrália |        |

## R
| Título                                  | Ano  | Desenvolvedora  | Distribuidora   | Gênero | Países | Mídia  |
| --------------------------------------- | ---- | --------------- | --------------- | ------ | ------ | ------ |
| R: Racing Evolution                     |      |                 | Namco           |        |        |        |
| Radiata Stories                         |      |                 |                 |        |        |        |
| Raiden III                              |      |                 |                 |        |        |        |
| Rampage: Total Destruction              |      |                 |                 |        |        |        |
| Rapala Pro Fishing                      |      |                 |                 |        |        |        |
| Ratatouille                             |      |                 |                 |        |        |        |
| Ratchet & Clank                         | 2002 | Insomniac Games | SCEI            |        |        |        |
| Ratchet & Clank: Going Commando         |      |                 | Insomniac Games |        |        |        |
| Ratchet & Clank: Up Your Arsenal        |      |                 | Insomniac Games |        |        |        |
| Ratchet: Deadlocked                     |      |                 | Insomniac Games |        |        |        |
| Ratchet & Clank: Size Matters           |      |                 | Insomniac Games |        |        |        |
| Rayman: Raving rabbids                  |      |                 | UBISOFT         |        |        |        |
| Rayman 2: Revolution                    |      |                 | UBISOFT         |        |        |        |
| Rayman 3: Hoodlum Havoc                 |      |                 | UBISOFT         |        |        |        |
| Reservoir Dogs                          |      |                 |                 |        |        |        |
| Resident Evil 4                         |      |                 |                 |        |        |        |
| Resident Evil Code: Veronica X          |      |                 | Capcom          |        |        |        |
| Resident Evil: Dead Aim                 |      |                 | Capcom          |        |        |        |
| Resident Evil Outbreak                  |      |                 | Capcom          |        |        |        |
| Resident Evil Outbreak: File#2          |      |                 | Capcom          |        |        |        |
| Resident Evil Survivor 2 Code: Veronica |      |                 | Capcom          |        |        |        |
| RPG Maker 2                             |      |                 |                 |        |        | CD-ROM |
| RPG Maker 3                             |      |                 |                 |        |        |        |
| RPM Tuning                              |      |                 |                 |        |        |        |

- RAW Danger
- Real World Golf
- Rebel Raiders: Operation Nighthawk
- Red Card Soccer
- Red Dead Revolver
- Red Faction
- Red Faction II
- Red Ninja: End of Honor
- The Red Star
- Reign of Fire
- Rez (Sega)
- Ribbit King (Bandai)
- Richard Burns Rally
- Ridge Racer V (Namco)
- Ring of Red
- Rise of the Kasai
- Rise to Honor
- Risk: Global Domination
- River King: A Wonderful Journey
- RoadKill
- Robin Hood: Defender of the Crown
- Robotech Battlecry
- Robotech Invasion
- Robot Alchemical Drive
- Robot Warlords
- Robot Wars Arenas of Destruction
- Rock Band
- Rock Band 2
- Rock Band Track Pack 1
- Rock Band Track Pack 2
- Rock Band Track Pack AC/DC Live
- Rock Band Track Pack Classic Rock
- Rocky Legends
- Rodrigo-Rik Games (BR) (CD-ROM)
- Rogue Galaxy
- Rogue Ops
- Rogue Trooper
- Roland Garros 2002
- Rollercoaster World
- Romance of the Three Kingdoms VII
- Romance of the Three Kingdoms VIII
- Romance of the Three Kingdoms IX
- Romance of the Three Kingdoms X
- Romancing Saga: Minstrel Song
- R-Type Final
- Ruff Trigger: The Vanocore Conspiracy
- EA Sports Rugby (EA)
- Rugby 2004
- Rugby 2005
- Rugby 06
- Rugby 08 (EA)
- Rugby League
- Rugby League 2
- Rule of Rose
- Rumble Racing
- Rumble Roses
- Rune: Viking Warlord
- Run Like Hell
- Rygar: The Legendary Adventure
- Rad Robot Alchemic Drive (CD-ROM)
- Raging Blades (CD-ROM)
- Raiden 3 (CD-ROM)
- Rally Shox (CD-ROM)
- RC Revenge Pro (CD-ROM)
- Ready 2 Rumble Boxing: Round 2 (EUA) (CD-ROM)
- Real Pool (CD-ROM)
- Real World Golf (EUR)
- Rebel Raiders: Operation Nighthawk (CD-ROM)
- Reel Fishing 3 (CD-ROM)
- Rez (EUA e JAP) (CD-ROM)
- Ridge Racer V (EUA e EUR) (CD-ROM)
- Ring of Red (CD-ROM)
- Risk Global Domination (CD-ROM)
- Road Trip (EUA) (CD-ROM)
- Robot Warlords (CD-ROM)
- Romance of the Three Kingdoms VII (EUA) (CD-ROM)
- Romance of the Three Kingdoms VIII (EUA) (CD-ROM)
- Rugby (CD-ROM)
- Rumble Racing (EUA) (CD-ROM)
- Rune: Viking Warlord (EUA) (CD-ROM)

## S
| Título                                                                    | Ano  | Desenvolvedora     | Distribuidora      | Gênero          | Países                                                  | Mídia   |
| ------------------------------------------------------------------------- | ---- | ------------------ | ------------------ | --------------- | ------------------------------------------------------- | ------- |
| Saint Seiya - Chapter Sanctuary ou Saint Seiya: Sanctuary Juu Ni Kyuu Hen | 2005 | Dimps Corporation  | Bandai             | Luta            | União Europeia · Japão                                  |         |
| Saint Seiya - The Hades ou Saint Seiya: Meiou Hades Juunikyuu Hen         | 2006 | Dimps Corporation  | Namco Bandai Games | Luta            | Austrália · União Europeia · Japão                      |         |
| Scooby-Doo! And The Spook Swamp                                           |      |                    |                    |                 |                                                         |         |
| Scooby-Doo! First Frights                                                 |      |                    |                    |                 |                                                         |         |
| Scooby Doo: Mystery Mayhem                                                |      |                    |                    |                 |                                                         |         |
| Scooby-Doo! Night of 100 Frights                                          |      |                    |                    |                 |                                                         |         |
| Scooby-Doo! Unmasked                                                      |      |                    |                    |                 |                                                         |         |
| Shadow of the Colossus                                                    | 2005 | Team Ico           | Sony               | Ação-Aventura   | Estados Unidos · União Europeia · Japão                 | DVD-ROM |
| Shadow of Zorro, The                                                      | 2002 | In Utero           | Cryo Interactive   |                 | União Europeia                                          | CD-ROM  |
| Silent Hill - Origins                                                     | 2008 | Climax Group       | Konami             | Survival Horror | Estados Unidos · Japão · União Europeia · Coreia do Sul |         |
| Silent Hill 2                                                             |      |                    | Konami             | Survival Horror |                                                         |         |
| Silent Hill 3                                                             |      |                    | Konami             | Survival Horror |                                                         |         |
| Silent Hill 4: The Room                                                   |      |                    | Konami             | Survival Horror |                                                         |         |
| Silent Scope                                                              |      |                    |                    |                 |                                                         | CD-ROM  |
| Silent Scope 2                                                            |      |                    |                    |                 |                                                         | CD-ROM  |
| Silent Scope 3                                                            |      |                    |                    |                 |                                                         | CD-ROM  |
| The Sims                                                                  |      |                    | EA                 |                 |                                                         |         |
| The Sims: Bustin' Out                                                     |      |                    | EA                 |                 |                                                         |         |
| The Sims 2                                                                |      |                    | EA                 |                 |                                                         |         |
| The Sims 2: Pets                                                          |      |                    | EA                 |                 |                                                         |         |
| SOCOM: U.S. Navy SEALs                                                    |      |                    | Sony               |                 |                                                         |         |
| SOCOM II: U.S. Navy SEALs                                                 | 2003 | Zipper Interactive | Sony               |                 |                                                         |         |
| SOCOM 3: U.S. Navy SEALs                                                  |      |                    | Sony               |                 |                                                         |         |
| Soul Calibur II                                                           |      |                    | Namco              |                 |                                                         |         |
| Soul Calibur III                                                          |      |                    | Namco              | Luta            |                                                         |         |

- Silent Line: Armored Core (From Software)
- SpyToy
- S.L.A.I.: Steel Lancer Arena International
- Salt Lake 2002
- Salt Lake 2002 (EUA) (CD-ROM)
- Samurai Champloo: Sidetracked
- Samurai Jack: The Shadow of Aku (Sega)
- Samurai Warriors: Xtreme Legends (Koei)
- Samurai Warriors (Koei)
- Samurai Warriors 2 Empires (Koei)
- Samurai Warriors: 2 Xtreme Legends (Koei)
- Samurai Warriors 2
- Saturday Night Speedway (Ratbag Games)
- Saturday Night Speedway (EUA) (CD-ROM)
- Scarface: The World is Yours
- Second Sight (Free Radical)
- Secret Weapons Over Normandy (LucasArts)
- Seek and Destroy
- Sega Ages (Sega)
- Sega Classics Collection (Sega)
- Sega Genesis Collection (Sega)
- Sega Rally 2006 (Sega)
- Sega Sports Tennis (Sega)
- Sega Sports Tennis (EUA - a versão japonesa é chamada de Power Smash 2) (CD-ROM)
- Sega Superstars (Sega)
- Sega Superstars (jogo EyeToy) (CD-ROM)
- Seiken Densetsu 4
- Sengoku Hime Senran ni Mau Otometachi
- Sensible Soccer 2006
- Serious Sam: The Next Encounter
- Seven Samurai 20XX
- Shadow Hearts II: Covenant
- Shadow Hearts: From The New World
- Shadow Hearts
- Shadow Man: 2econd Coming
- Shadow Man: 2econd Coming (EUA) (CD-ROM)
- Shadow of Destiny
- Shadow of Memories
- Shadow of Rome (Capcom)
- Shadow the Hedgehog (Sega)
- Shakugan no Shana (exclusivo para o Japão) (MediaWorks)
- Shaman King: Funbari Spirits (exclusivo para o Japão)
- Shaman King: Power Of Spirit
- Shangai: The Four Elements (CD-ROM)
- Shark Tale
- SharkPort 2
- Shaun Palmer's Pro Snowboarder
- Shellshock: Nam '67
- Shifters (CD-ROM)
- Shin Megami Tensei: Devil Summoner - Raidou 2 (ATLUS)
- Shin Megami Tensei: Devil Summoner (ATLUS)
- Shin Megami Tensei: Digital Devil Saga 2 (ATLUS)
- Shin Megami Tensei: Digital Devil Saga (ATLUS)
- Shin Megami Tensei: Nocturne (ATLUS)
- Shining Force Neo (Neverland Co.)
- Shining Tears (Amusement Vision)
- Shinobi (Sega)
- Showdown: Legends of Wrestling
- Shox: Rally Reinvented (EUA) (CD-ROM)
- Shrek 2
- Shrek Super Party
- Shrek Super Party (CD-ROM)
- Shrek Super Slam
- Shuffle! On the Stage
- Silpheed: The Lost Planet
- Silpheed: The Lost Planet (EUA e EUR)(CD-ROM)
- Simpsons Skateboarding (EUA) (CD-ROM)
- The Simpsons Skateboarding
- SingStar '80s
- SingStar 90s
- SingStar Anthems
- SingStar NRJ Music Tour
- SingStar Party
- SingStar Pop
- SingStar Popworld
- SingStar Radio 105
- SingStar Rocks!
- SingStar The Dome
- SingStar
- Siren
- Sky Surfer
- Skygunner
- SLAI: Steel Lancer Arena International
- Slam Tennis (CD-ROM)
- Sled Storm
- Sled Storm (EUA) (CD-ROM)
- Sly 2: Band of Thieves
- Sly 3: Honor Among Thieves
- Sly Cooper and the Thievius Raccoonus
- Smarties: Meltdown
- Smash Cars (CD-ROM)
- Smashcourt Tennis Pro Tournament (CD-ROM)
- Smuggler's Run 2: Hostile Territory
- Smuggler's Run
- Smugglers Run (EUA) (CD-ROM)
- Sniper Elite
- Soccer America (CD-ROM)
- Sol Divide
- Sonic Gems Collection (exclusivo para o Japão e Europa) (Sega)
- Sonic Heroes (Sega)
- Sonic Mega Collection Plus (Sega)
- Sonic Riders:Zero Gravity (Sega)
- Sonic Riders (Sega)
- Sonic Unleashed (Sega)
- Soul Nomad and the World Eaters
- Space Channel 5: Special Edition (Sega)
- Space Invaders: Invasion Day
- Space Invaders: Invasion Day (EUR) (CD-ROM)
- Space Race
- Space Race (CD-ROM)
- Spartan: Total Warrior
- Spawn: Armageddon
- Speed Kings (CD-ROM)
- Sphinx and the Cursed Mummy
- Spider-Man 2 (Activision)
- Spider-Man 3 (Activision)
- Spider-man: Friend or foe
- Spider-Man: Web of Shadows
- Spider-Man (Activision)
- Splashdown
- SpongeBob SquarePants: Battle for Bikini Bottom (THQ)
- SpongeBob SquarePants: Creature from the Krusty Krab (THQ)
- SpongeBob SquarePants: Lights, Camera, Pants!
- SpongeBob SquarePants: Revenge Of The Flying Dutchman (THQ)
- Spongebob Squarepants: Revenge of the Flying Dutchman (EUA) (CD-ROM)
- SpongeBob SquarePants: The Movie (THQ)
- Sprint Cars: Road to Knoxville
- Spy Fiction
- Spy Hunter 2
- Spy Hunter: Nowhere to Run
- Spy Hunter
- Spyro: A Hero's Tail
- Spyro: Enter the Dragonfly
- Spyro: Eternal Night
- SSX 3 (EA)
- SSX on Tour (EA)
- SSX Tricky (EA)
- SSX (EA)
- SSX (EUA) (CD-ROM)
- Star Ocean: Till the End of Time
- Star Trek: Encounters
- Star Trek: Encounters (EUA) (CD-ROM)
- Star Trek: Voyager Elite Force
- Star Wars: Battlefront II
- Star Wars: Battlefront (LucasArts)
- Star Wars: Bounty Hunter (LucasArts)
- Star Wars: Episode III Revenge of the Sith
- Star Wars: Jedi Starfighter (LucasArts)
- Star Wars: Racer Revenge (LucasArts)
- Star Wars: Racer Revenge (EUA) (CD-ROM)
- Star Wars: Starfighter
- Star Wars: Starfighter (EUA) (CD-ROM)
- Star Wars: Super Bombad Racing (EUA) (CD-ROM)
- Star Wars: The Force Unleashed
- Stargate SG-1: The Alliance
- Starsky and Hutch
- State of Emergency (Rockstar Games)
- State of Emergency 2 (SouthPeak Interactive)
- Steambot Chronicles
- Stella Deus: The Gate of Eternity
- Stepping Selection (CD-ROM)
- Stitch Experiment 626  Disney -2002 -High Voltage Software -Aventura\Plataforma -EUA -DVD
- Stock Car Speedway (CD-ROM)
- Stolen
- Streer Fighter III 3dr Strike (Capcom)
- Street Fighter Alpha Anthology
- Street Fighter EX 3 (Capcom)
- Street Fighter EX3 (EUA) (CD-ROM)
- Street Fighter Anniversary Collection (Capcom)
- Street Fighter Anthology (Capcom)
- Street Racing
- Stretch Panic
- Stretch Panic (EUA - a versão européia é chamada de Freak Out, a versão japonesa é chamada de Hippa Linda) (CD-ROM)
- Strike Force Bowling
- Strike Force Bowling (CD-ROM)
- Stunt GP (EUA) (CD-ROM)
- Stuntman (Atari)
- Sub Rebellion
- Sub Rebellion (EUA) (CD-ROM)
- Suikoden III (Konami)
- Suikoden IV (Konami)
- Suikoden Tactics (Konami)
- Suikoden V (Konami)
- Sum of all Fears
- Summer Heat Beach Volleyball
- Summoner II
- Summoner
- Sunny Garcia Surfing (EUA)(CD-ROM)
- Super Bust-A-Move (CD-ROM)
- Super Dragon Ball Z
- Super Monkey Ball Adventure
- Super Monkey Ball Deluxe
- Super Puzzle Bobble (CD-ROM)
- Super Trucks Racing
- Super Trucks Racing (CD-ROM)
- Super Bikes real road racing Championship
- Supercar Street Challenge
- Supercar Street Challenge (CD-ROM)
- SuperLite 2000; Tokyo Bus Guide - Japan: SLPM65349
- Superman Returns
- Surfing H3O (CD-ROM)
- SVC Chaos: SNK vs. Capcom (SNK Playmore)
- SWAT: Global Strike Team
- Swing Away Golf (CD-ROM)
- Sword of Etheria (Konami)
- Syphon Filter: Dark Mirror
- Syphon Filter: Logan's Shadow
- Syphon Filter: The Omega Strain
- Smash Court Tennis Pro Tournament 2
- Smash Court Tennis Pro Tournament
- The Simpsons Game
- The Simpsons Hit & Run (EA)
- The Simpsons Road Rage (EA)
- The Sopranos: Road to Respect
- The Suffering
- The Suffering: Ties That Bind
- Stacked with Daniel Negreanu

## T
| Título                                         | Ano  | Desenvolvedora | Distribuidora | Gênero | Países                                                  | Mídia  |
| ---------------------------------------------- | ---- | -------------- | ------------- | ------ | ------------------------------------------------------- | ------ |
| Taito Legends                                  |      |                |               |        |                                                         |        |
| Tak and the Power of Juju                      |      |                |               |        |                                                         |        |
| Tak 2: The Staff of Dreams                     |      |                |               |        |                                                         |        |
| Tales of the Abyss                             |      |                | Namco         |        |                                                         |        |
| Tales of Destiny (Remake)                      |      |                | Namco         |        | Japão                                                   |        |
| Tales of Symphonia                             |      |                | Namco         |        | Japão                                                   |        |
| Teenage Mutant Ninja Turtles                   |      |                | Konami        |        |                                                         |        |
| Teenage Mutant Ninja Turtles 2: Battle Nexus   |      |                | Konami        |        |                                                         |        |
| Tekken Tag Tournament                          | 2000 |                | Namco         | Luta   | Estados Unidos · União Europeia                         | CD-ROM |
| Tekken 4                                       | 2002 | Namco          | Namco         | Luta   | Japão · União Europeia · Estados Unidos                 |        |
| Tekken 5                                       | 2005 | Namco          | Namco         | Luta   | Japão · União Europeia · Estados Unidos · Coreia do Sul |        |
| The Thing                                      |      |                |               |        | Estados Unidos                                          | CD-ROM |
| Tokimeki Memorial 3                            |      |                | Konami        |        | Japão                                                   |        |
| Tokimeki Memorial Girl's Side                  | 2002 | Tenky          | Konami        |        | Japão                                                   |        |
| Tokimeki Memorial Girl's Side 2nd Kiss         |      |                | Konami        |        | Japão                                                   |        |
| True Crime: New York City                      |      |                |               |        |                                                         |        |
| True Crime: Streets of LA                      |      |                |               |        |                                                         |        |
| Ty the Tasmanian Tiger                         |      |                |               |        |                                                         |        |
| Ty the Tasmanian Tiger 2: Bush Rescue          |      |                |               |        |                                                         |        |
| Ty the Tasmanian Tiger 3: Night of the Quinkan |      |                |               |        |                                                         |        |

- Time Crisis: Crisis Zone (Namco)
- Taiko: Drum Master (CD-ROM)
- Taito Legends (EUA) (CD-ROM)
- Tak: The Great Juju Challenge
- Tales of Destiny 2 (exclusivo para o Japão) (Namco)
- Tales of Legendia (Namco)
- Tales of Rebirth (exclusivo para o Japão) (Namco)
- Tarzan Freeride (CD-ROM)
- Taxi 3 (CD-ROM)
- Taz Wanted (CD-ROM)
- Technic Beat
- Teen Titans
- Tenchu: Fatal Shadows (Sega)
- Tenchu: Wrath of Heaven (Activision)
- Terminator 3: Rise of the Machines (Atari)
- Terminator 3: The Redemption (Atari)
- Test Drive
- Test Drive Off Road Wide Open (CD-ROM)
- Test Drive Unlimited
- Test Drive: Eve of Destruction
- Test Drive: Off Road: Wide Open
- Tetris Worlds (EUA) (CD-ROM)
- Tetris Worlds
- The Golden Compass
- The Guy Game
- The King of Fighters 2002 (CD-ROM)
- The Lord Of The Rings: The Return Of The King
- The Lord Of The Rings: The Third Age
- The Lord Of The Rings: The Two Towers
- The Party Game (CD-ROM)
- The Pipe Game
- The Polar Express
- The Punisher
- The Sims 2 (playstion 2
- The Sims (EUA) (CD-ROM)
- The Toys Room (CD-ROM)
- The Warriors
- The fast and furious Tokyo Drift
- Theme Park Rollercoaster (CD-ROM)
- Theme Park World (CD-ROM)
- This Is Football 2002
- This Is Football 2003
- This Is Football 2004
- This Is Football 2005
- Thrillville
- Thunderhawk: Operation Phoenix (CD-ROM)
- Thunderstrike: Operation Phoenx
- Tiger Woods PGA Tour 07 (EA)
- Tiger Woods PGA Tour 08 (EA)
- Tiger Woods PGA Tour 2001 (EA)
- Tiger Woods PGA Tour 2001 (EUA) (CD-ROM)
- Tiger Woods PGA Tour 2002 (EA)
- Tiger Woods PGA Tour 2003 (EA)
- Tiger Woods PGA Tour 2004 (EA)
- Tiger Woods PGA Tour 2005 (EA)
- Tiger Woods PGA Tour 2006 (EA)
- Time Crisis 3 (Namco)
- Time Crisis II (Namco)
- Time Crisis II (EUA) (CD-ROM)
- TimeSplitters 2 (Free Radical)
- TimeSplitters: Future Perfect (Free Radical)
- TimeSplitters (Free Radical)
- Timesplitters (EUA e EUR) (CD-ROM)
- Tiny Toons Adventures: Defenders of the Looniverse
- TMNT: Teenage Mutant Ninja Turtles (Ubisoft)
- TNA Impact
- TOCA Race Driver 2
- TOCA Race Driver 3 (Codemasters)
- TOCA Race Driver
- ToHeart2 (Aquaplus)
- Tokobot: Mysteries of the Karakuri
- Tokyo Road Racer
- Tokyo Xtreme Racer: 3
- Tokyo Xtreme Racer: Drift
- Tokyo Xtreme Racer: Zero
- Tom and Jerry in War of the Whiskers (CD-ROM)
- Tom Clancy's Ghost Recon 2
- Tom Clancy's Ghost Recon: Advanced Warfighter
- Tom Clancy's Ghost Recon: Jungle Storm (UbiSoft)
- Tom Clancy's Ghost Recon
- Tom Clancy's Rainbow Six 3 (UbiSoft)
- Tom Clancy's Splinter Cell: Chaos Theory (UbiSoft)
- Tom Clancy's Splinter Cell: Double Agent (UbiSoft)
- Tom Clancy's Splinter Cell: Pandora Tomorrow (UbiSoft)
- Tom Clancy's Splinter Cell (UbiSoft)
- Tomb Raider: Anniversary (Eidos)
- Tomb Raider: Legend (Eidos)
- Tomb Raider: The Angel of Darkness (Eidos)
- Tomb Raider: Underword (Eidos)
- Tony Hawk's American Wasteland (Activision)
- Tony Hawk's Downhill jam (Activision)
- Tony Hawk's Pro Skater 3 (Activision)
- Tony Hawk's Pro Skater 4 (Activision)
- Tony Hawk's Project 8 (Activision)
- Tony Hawk's Underground 2 (Activision)
- Tony Hawk's Underground (Activision)
- Top Angler (CD-ROM)
- Top Gear Dare Devil (EUA) (CD-ROM)
- Top Gun Combat Zones (CD-ROM)
- Topspin
- Torino 2006 - The Official Video Game of the XX Olympic Winter Games (2K Sports)
- Total Overdose: A Gunslinger's Tale in Mexico
- Totally Spies: Totally Party
- Tourist Trophy
- Train Simulator Real - Japan: SCPS15035
- Transformers
- Transformers: The Game (Activision) jogo isnpirado no atual filme.
- Transworld Surf (CD-ROM)
- Trapt
- Tribes Aerial Assault (EUA) (CD-ROM)
- Tribes: Aerial Assault
- TriggerMan
- Tripleplay Baseball 2001 (EUA) (CD-ROM)
- Trivial Pursuit Unhinged
- Tsugunai Atonement (EUA) (CD-ROM)
- Turok: Evolution
- Twinkle Star Sprites: La Petite Princesse (exclusivo para o Japão) (SNK Playmore)
- Twisted Metal Black ONLINE (EUA) (CD-ROM)
- Twisted Metal Head On
- Twisted Metal: Black
- Twisted Metal: Black Online
- Type S (Square) (Esporte) (CD-ROM)

## U
| Título                              | Ano  | Desenvolvedora     | Distribuidora             | Gênero  | Países                                      | Mídia  |
| ----------------------------------- | ---- | ------------------ | ------------------------- | ------- | ------------------------------------------- | ------ |
| UEFA EURO 2008                      | 2008 | EA Canada          | Electronic Arts EA Sports | Futebol | Austrália · União Europeia · Estados Unidos |        |
| UEFA Champions League 2004-2005     |      |                    |                           |         |                                             |        |
| UEFA Euro 2004                      |      |                    |                           |         |                                             |        |
| UFC Sudden Impact                   |      |                    |                           |         |                                             |        |
| UFC Throwdown                       |      |                    |                           |         |                                             |        |
| Ultimate Board Game Collection      |      |                    |                           |         |                                             | CD-ROM |
| Ultimate Casino                     |      |                    |                           |         |                                             | CD-ROM |
| Ultimate Mortal Kombat 3            |      |                    |                           |         |                                             |        |
| Ultimate Sky Surfer                 |      |                    |                           |         |                                             |        |
| Ultimate Spider-Man                 |      |                    |                           |         |                                             |        |
| Ultraman                            |      |                    |                           |         |                                             |        |
| Ultraman Fighting Evolution 2       | 2002 |                    | Banpresto                 |         | Japão                                       |        |
| Ultraman Fighting Evolution 3       | 2004 |                    | Banpresto                 |         | Japão                                       |        |
| Ultraman Fighting Evolution Rebirth | 2005 |                    | Banpresto                 |         | Japão                                       |        |
| Ultraman Nexus                      | 2005 | Bitstep            | Bandai                    |         | Japão                                       |        |
| Under the Skin                      |      |                    |                           |         |                                             |        |
| Underworld                          |      |                    |                           |         |                                             |        |
| Unison (video game)                 |      |                    |                           |         |                                             |        |
| Unlimited SaGa                      |      |                    |                           |         |                                             |        |
| Unreal Tournament                   | 2000 | Epic Games         | Infogrames                | Tiro    | Estados Unidos · União Europeia             | CD-ROM |
| Urban Chaos: Riot Response          | 2006 | Rocksteady Studios | Eidos Interactive Spike   | Tiro    | Estados Unidos · União Europeia · Japão     |        |
| Urban Reign                         | 2005 | Namco              | Namco                     | Ação    | Estados Unidos · Japão · União Europeia     |        |
| The Urbz: Sims in the City (EA)     |      |                    |                           |         |                                             |        |

## V
| Título                                   | Ano  | Desenvolvedora        | Distribuidora         | Gênero | Países                                                              | Mídia  |
| ---------------------------------------- | ---- | --------------------- | --------------------- | ------ | ------------------------------------------------------------------- | ------ |
| V8 Supercar: Race Driver                 |      |                       |                       |        |                                                                     |        |
| Valkyrie Profile 2: Silmeria             | 2006 | Tri-Ace               | Square Enix           | RPG    | Japão · Estados Unidos · Coreia do Sul · Austrália · União Europeia |        |
| Vampire: Darkstalkers Collection         | 2005 | Capcom                | Capcom                |        | Japão                                                               |        |
| Vampire Night                            | 2001 | AM1                   | Namco                 |        |                                                                     |        |
| Vampire Panic                            |      | Alfa System           | Sammy Studios         |        | Japão                                                               |        |
| Van Helsing                              | 2004 | Saffire               | VU Games              |        |                                                                     |        |
| VeggieTales: LarryBoy and the Bad Apple  |      | Papaya Studio         | Crave Entertainment   |        |                                                                     |        |
| Venus & Braves                           |      |                       |                       |        |                                                                     |        |
| Vexx                                     | 2003 | Acclaim Entertainment | Acclaim Entertainment |        |                                                                     |        |
| Victorious Boxers: Ippo's Road To Glory  | 2000 |                       |                       |        |                                                                     |        |
| Victorious Boxers 2                      |      |                       |                       |        |                                                                     |        |
| Vietcong Purple Haze                     |      |                       |                       |        |                                                                     |        |
| Viewtiful Joe                            |      |                       | Capcom                |        |                                                                     |        |
| Viewtiful Joe 2                          |      |                       | Capcom                |        |                                                                     |        |
| V.I.P.                                   |      |                       |                       |        |                                                                     |        |
| Virtua Cop: Rebirth                      | 2002 | Sega AM2              | Sega                  | Tiro   | Japão                                                               | CD-ROM |
| Virtua Cop: Elite Edition                | 2002 | Sega AM2              | Acclaim               | Tiro   | União Europeia                                                      | CD-ROM |
| Virtua Fighter 4 Evolution               | 2002 | Sega-AM2: Yu Suzuki   | Sega                  | Luta   | Japão · Estados Unidos · União Europeia                             | CD-ROM |
| Virtua Tennis                            | 2002 | Hitmaker              | Sega Acclaim          |        | Japão · Estados Unidos · União Europeia                             | CD-ROM |
| Virtua Quest                             |      |                       |                       |        |                                                                     |        |
| Virtua Tennis 2                          |      |                       | Sega                  |        |                                                                     | CD-ROM |
| Virtual-On Marz                          |      | Sega                  |                       |        |                                                                     |        |
| Visual Mix Ayumi Hamasaki Dome Tour 2001 |      |                       |                       |        |                                                                     |        |
| V-Rally 3                                |      |                       |                       |        |                                                                     |        |

## W
| Título                           | Ano  | Desenvolvedora | Distribuidora | Gênero          | Países | Mídia  |
| -------------------------------- | ---- | -------------- | ------------- | --------------- | ------ | ------ |
| Wall-E                           |      |                |               |                 |        |        |
| Warriors Orochi                  | 2007 | Omega Force    | Koei          |                 |        |        |
| Warriors Orochi 2                | 2008 | Omega Force    | Koei          |                 |        |        |
| We ♥ Katamari                    |      |                | Namco         |                 |        |        |
| Winning Eleven 5 Final Evolution |      |                | Konami        | futebol         | Japão  | CD-ROM |
| Winning Eleven 6                 | 2002 | Konami TYO     | Konami        | futebol         | Japão  | CD-ROM |
| Winning Eleven 6 Final Evolution |      |                | Konami        | futebol         | Japão  | CD-ROM |
| Winning Eleven 6 J-League        |      |                | Konami        | futebol         | Japão  | CD-ROM |
| Winning Eleven 7                 | 2003 | Konami TYO     | Konami        | futebol         | Japão  |        |
| WWE SmackDown vs. RAW 2006       |      |                |               | Wrestling, Luta |        |        |
| WWE SmackDown vs. Raw 2007       |      |                |               | Wrestling, Luta |        |        |
| WWE SmackDown vs. Raw 2008       |      |                |               | Wrestling, Luta |        |        |
| WWE SmackDown vs. Raw 2009       |      |                |               | Wrestling, Luta |        |        |
| WWE SmackDown vs. Raw 2010       | 2009 | Yuke's         | THQ           | Wrestling, Luta |        |        |
| WWE SmackDown vs. Raw 2011       | 2010 | Yuke's         | THQ           | Wrestling, Luta |        |        |

winx club
- Wacky Races (CD-ROM)
- Wacky Races Starring Dastardly and Muttley
- Wallace & Gromit in Project Zoo
- Wallace & Gromit in the Curse of the Were-Rabbit
- War of the Monsters
- Warhammer 40,000: Fire Warrior
- Warship Gunner 2
- Wave Rally (EUA) (CD-ROM)
- Way of the Samurai (EUA) (CD-ROM)
- Way of the Samurai
- Way of the Samurai 2
- Webrothers 3.0
- Whiplash
- Who Wants To Be A Millionaire 2nd Edition
- Wild Arms 3
- Wild Arms 4
- Wild Arms 5
- Wild Arms Alter Code: F
- Wild Wild Racing (CD-ROM)
- Wild Wild Racing
- WinBack 2: Poject Poseidon (Koei)
- WipEout Fusion
- Without Warning
- Wizardry: Tale of the Forsaken Land
- WinBack: Covert Operations (EUA) (CD-ROM)
- Wizardry: Tale of the Forsaken Land (EUA)(CD-ROM)
- Woody Woodpecker: Escape from Buzz Buzzard Park (EUA) (CD-ROM)
- World Championship Poker (EUA) (CD-ROM)
- World Fighting (CD-ROM)
- Worms Blast (EUA e EUR)(CD-ROM)
- Worms Forts: Under Siege (EUA e EUR) (CD-ROM)
- World Championship Poker (Crave Entertainment)
- World Championship Poker: Featuring Howard Lederer - All In
- World Championship Snooker 2001
- World Destruction League: Thunder Tanks
- World of Outlaws: Sprint Cars 2002 (Ratbag Games)
- World Racing 2
- World Rally Championship
- World Rally Championship 4
- World Series of Poker
- World Series of Poker: Tournament of Champions
- World Soccer Winning Eleven 8 International
- World Soccer Winning Eleven 9
- World Super Police
- World Tour Soccer 2005
- Worms 3D
- Worms 4 Mayhem
- Worms: Forts Under Siege
- Wrath Unleashed
- WRC
- WRC 2: Extreme
- WRC 3
- WRC 4
- WRC: Rally Evolved
- WWE Crush Hour
- WWE SmackDown Here Comes The Pain
- WWE SmackDown Shut Your Mouth
- WWE SmackDown vs. RAW
- WWE SmackDown Just Bring It
- Wisin Y Yandel Reggaeton Game

## X
| Título                                         | Ano  | Desenvolvedora                                                          | Distribuidora           | Gênero          | Países                          | Mídia  |
| ---------------------------------------------- | ---- | ----------------------------------------------------------------------- | ----------------------- | --------------- | ------------------------------- | ------ |
| X2: Wolverine's Revenge                        |      |                                                                         |                         |                 |                                 |        |
| X-Files: Resist or Serve                       | 2004 | Black Ops Entertainment                                                 | Vivendi Universal Games | Survival horror | Estados Unidos · União Europeia |        |
| X-Men Legends                                  | 2004 | Raven Software                                                          | Activision              | RPG de ação     |                                 |        |
| X-Men Legends II: Rise of Apocalypse           | 2005 | Raven Software, Vicarious Visions, Beenox, Barking Lizards Technologies | Activision              | RPG de ação     |                                 |        |
| X-Men: Next Dimension                          |      |                                                                         |                         |                 |                                 |        |
| X-Men: The Official Game                       |      |                                                                         |                         |                 |                                 |        |
| X-Squad                                        |      |                                                                         |                         |                 |                                 |        |
| Xena: Warrior princess                         |      |                                                                         |                         |                 |                                 |        |
| Xenosaga Episode I: Der Wille zur Macht        |      |                                                                         | Namco                   |                 |                                 |        |
| Xenosaga Episode II: Jenseits von Gut und Böse |      |                                                                         | Namco                   |                 |                                 |        |
| Xenosaga Episode III: Also sprach Zarathustra  |      |                                                                         | (Namco)                 |                 |                                 |        |
| XGRA: Extreme-G Racing Association             |      |                                                                         |                         |                 |                                 |        |
| XIII                                           |      |                                                                         |                         |                 |                                 |        |
| XII Stag                                       |      |                                                                         |                         |                 | Estados Unidos · Japão          | CD-ROM |
| XG3: Extreme G Racing                          |      |                                                                         |                         |                 | Estados Unidos · União Europeia | CD-ROM |
| X-Squad EUA)                                   |      |                                                                         |                         |                 |                                 | CD-ROM |
| Xtreme Speed                                   |      |                                                                         |                         |                 |                                 | CD-ROM |

## Y
| Título                              | Ano  | Desenvolvedora        | Distribuidora            | Gênero          | Países                                  | Mídia  |
| ----------------------------------- | ---- | --------------------- | ------------------------ | --------------- | --------------------------------------- | ------ |
| Yakuza                              | 2005 | Amusement Vision      | Sega                     |                 | Japão · Estados Unidos · União Europeia |        |
| Yakuza 2                            | 2008 | Amusement Vision      | Sega                     |                 | Japão · Estados Unidos · União Europeia |        |
| Yanya Caballista: City Skater       |      |                       |                          |                 | Estados Unidos                          | CD-ROM |
| Yetisports Arctic Adventures        |      |                       |                          |                 | União Europeia                          | CD-ROM |
| Ys I And II Eternal Story           |      |                       |                          |                 | Japão                                   |        |
| Ys III: Wanderers from Ys           |      |                       | Nihon Falcom Corporation | Action-RPG      | Japão                                   |        |
| Ys IV: Mask of the Sun              |      |                       |                          |                 | Japão                                   |        |
| Ys V: Kefin, The Lost City of Sand  |      |                       |                          |                 | Japão                                   |        |
| Yu-Gi-Oh! Capsule Monster Coliseum  |      |                       | Konami                   | duelo de cartas |                                         |        |
| Yu-Gi-Oh! The Duelists of the Roses | 2001 | Konami                | Konami                   | duelo de cartas | Japão · União Europeia · Estados Unidos |        |
| Yu-Gi-Oh!GX Tag Force Evolution     |      |                       | Konami                   | duelo de cartas |                                         |        |
| Yu Yu Hakusho: Dark Tournament      | 2004 | Digital Fiction       | Atari                    | Luta            |                                         |        |
| Yu Yu Hakusho Forever               | 2005 | Dimps Matrix Software | Banpresto                | Luta            |                                         |        |

- Yourself!Fitness
- Ys: The Ark of Napishtim

## Z
| Título                             | Ano       | Desenvolvedora      | Distribuidora      | Gênero                  | Países                                                  | Mídia  |
| ---------------------------------- | --------- | ------------------- | ------------------ | ----------------------- | ------------------------------------------------------- | ------ |
| Zapper                             | 2002      | Blitz Games         | Infogrames         |                         | Estados Unidos · União Europeia                         | CD-ROM |
| Zatch Bell!Mamodo Battles          | 2005      | 8ing                | Bandai             |                         | Japão · Estados Unidos                                  |        |
| Zatch Bell!Mamodo Fury             | 2006      | Mechanic Arms       | Namco Bandai Games |                         | Japão · Estados Unidos                                  |        |
| Zathura                            | 2005      | 2K Games            | High Voltage Soft. | Sci-Fi Action Adventure |                                                         |        |
| Zidane Football Generation         | Cancelado |                     |                    |                         | União Europeia                                          |        |
| Zoids Struggle                     | 2004      | Tomy                | Tomy               |                         | Japão                                                   |        |
| Zone of the Enders                 | 2001      | Konami              | Konami             |                         | Estados Unidos · União Europeia · Japão                 |        |
| Zombies                            |           |                     |                    |                         |                                                         |        |
| Zombie:Zone AKA Onechanbara        |           |                     |                    |                         |                                                         | CD-ROM |
| Zombie Virus                       | 2006      | Vingt-et-un Systems | Essential Games    |                         | União Europeia · Japão                                  | CD-ROM |
| Zone of the Enders: The 2nd Runner | 2003      | 'Konami'            | Konami             |                         | Estados Unidos · União Europeia · Japão · Coreia do Sul |        |